# Aggregat 4
Aggregat 4 (A4), vor allem unter dem nationalsozialistischen Propagandabegriff V2 bekannt, war die Typenbezeichnung der im Jahr 1942 weltweit ersten funktionsfähigen ballistischen Rakete mit Flüssigkeitstriebwerk. Sie war als Fernrakete mit großer Reichweite konzipiert und das erste von Menschen konstruierte Objekt, das die Grenze zum Weltraum durchstieß – nach Definition des internationalen Luftsportverbandes FAI 100 Kilometer Höhe (Kármán-Linie). Die A4 bildete ab Mitte 1945 die Ausgangsbasis der Raumfahrtentwicklungen der USA und der Sowjetunion.
Die Boden-Boden-Rakete A4 wurde im Deutschen Reich in der Heeresversuchsanstalt Peenemünde (HVP) auf Usedom ab 1939 unter der Leitung von Wernher von Braun entwickelt und kam im Zweiten Weltkrieg ab 1944 in großer Zahl zum Einsatz. Neben der flugzeugähnlichen Fieseler Fi 103, genannt V1, bezeichnete die NS-Propaganda auch die Rakete A4 als kriegsentscheidende „Wunderwaffe“. Im August 1944 wurde sie von Propagandaminister Joseph Goebbels erstmals intern und im Oktober 1944 öffentlich zur Vergeltungswaffe 2, kurz V2, erklärt. In der deutschen Presse war spätestens ab Dezember 1944 von der Fernwaffe „V 2“ die Rede. Die Starteinheiten von Wehrmacht und SS nannten sie schlicht „Das Gerät“.

## Entwicklung

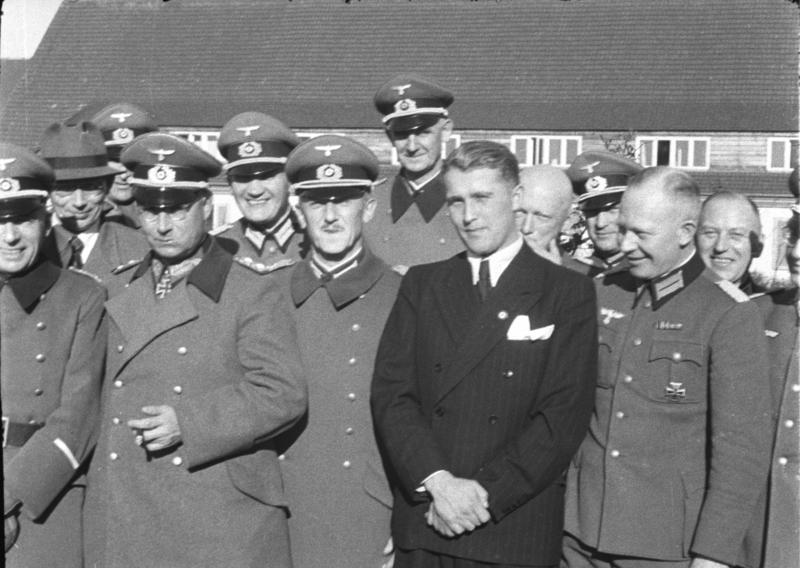
Walter Dornberger (links) und Wernher von Braun (in Zivil) in Peenemünde, Frühjahr 1941

Erste Versuche mit Flüssigbrennstoffraketen fanden ab 1932 an der Heeresversuchsanstalt Kummersdorf statt. Ab 1937 wurden die Versuche schrittweise nach Peenemünde verlegt. Im März 1936 hatte man für die A4-Raketenentwicklung in der dortigen Versuchsstelle folgendes Anforderungsprofil formuliert: Eine Tonne Nutzlast (Sprengstoff) sollte über 250 Kilometer bei einer Abweichung von 1 Promille (250 Meter) befördert werden.
Neben dem Technischen Direktor Wernher von Braun war eine große Zahl von Wissenschaftlern und Ingenieuren in der HVP tätig, unter ihnen Walter Thiel, Helmut Hölzer, Klaus Riedel, Helmut Gröttrup, Kurt Debus und Arthur Rudolph. Leiter der HVP bzw. zeitweise deren Kommandeur war Generalmajor Walter Dornberger, Chef der Raketenabteilung im Heereswaffenamt (Wa Prüf R, später Wa Prüf 11).
Die Vorgängermodelle des Aggregats 4 waren nur teilweise erfolgreich: Aggregat 1 explodierte beim Brennversuch in der Heeresversuchsanstalt Kummersdorf, Aggregat 2 absolvierte 1934 zwei erfolgreiche Starts auf Borkum und im Dezember 1937 hatte Aggregat 3 vier Fehlstarts. Erst der direkte Nachfolger Aggregat 5 war 1938 erfolgreich. Das Aggregat 4 wurde ab 1939 entwickelt und ab März 1942 auf dem Prüfstand VII getestet. Am 3. Oktober 1942 gelang von dort ein erfolgreicher Start, bei dem es mit einer Spitzengeschwindigkeit von 4824 km/h (etwa Mach 4,5) eine Gipfelhöhe von 84,5 km erreichte und damit erstmals in den Grenzbereich zum Weltraum vordrang. Dies war der erste gelungene Großraketenstart der Menschheitsgeschichte. Walter Dornberger, der militärische Leiter der HVP, soll dabei ausgerufen haben: „Das Weltraumschiff ist geboren!“
Am 26. Mai 1943 fand ein Vergleichsschießen mit der Flugbombe Fi 103 in Peenemünde statt. Danach fiel die Entscheidung, beide Waffen parallel weiterzuentwickeln und einzusetzen. Die Flügelbombe galt als das einfachere System, das in größerer Stückzahl herzustellen, auf kürzeren Distanzen einzusetzen war und die Rakete als Hauptangriffswaffe unterstützen sollte.
Nach den Luftangriffen der Royal Air Force auf Peenemünde (s. Operation Hydra am 17. August 1943) wurde beschlossen, die Ausbildung der Raketentruppen und die Scharferprobung der A4-Raketen nicht in Peenemünde, sondern in Südostpolen außerhalb der Reichweite der alliierten Bomber durchzuführen: anfangs für die westalliierten Bomber unerreichbar im Karpatenvorland auf dem SS-Truppenübungsplatz Heidelager bei Blizna im Generalgouvernement, wurden die Übungen wegen der anrückenden Roten Armee später auf den SS-Truppenübungsplatz Westpreußen in die Tucheler Heide nördlich von Bromberg verlegt.
Die Bevölkerung um Blizna war dabei rücksichtslos den A4- und Fieseler-Fi-103-Einschlägen ausgeliefert. Auf Flugblättern warnte man vor Ort lediglich vor gefährlichen Kraftstoffbehältern, die aber keine Bomben seien. Am 20. Mai 1944 stellten Mitglieder der polnischen Heimatarmee Teile eines abgestürzten A4 sicher. Die wichtigsten Teile wurden zusammen mit den in Polen vorgenommenen Auswertungen in der Nacht vom 25. zum 26. Juli 1944 mit einer DC-3 der RAF, die in der Nähe von Żabno gelandet war, nach Brindisi ausgeflogen (Operation Most III). Von dort aus kamen die Teile nach London, was der britischen Regierung erstmals die Existenz einer deutschen Rakete bewies.
Anfänglich zerlegten sich 70 % der Testraketen beim Wiedereintritt in die Erdatmosphäre in einigen Kilometern Höhe, so dass nur Trümmer mit reduzierter Sprengwirkung auf der Erde einschlugen. Aufgrund dieser Strukturversagen im Flug begannen im Juni 1944 Teststarts, welche zwecks verbesserter Verfolgbarkeit teilweise senkrecht erfolgten. Bei den „Luftzerlegern“ tappte man jedoch lange im Dunkeln. Erst mit der Isolierung der Tanks durch Glaswolle und einer zusätzlich versteiften Mittelzelle konnten die Luftzerleger auf 30 % reduziert werden. Kurz vor dem Fronteinsatz wurde die Zuverlässigkeit durch eine Blechmanschette im Geräteteil auf nahezu 100 % gesteigert. Wegen dieser konstruktiven Änderungen blieben nur noch maximal 750 kg (statt geplanter 1000 kg) für den Sprengstoff.
Am 20. Juni 1944 wurde bei einem Senkrechtstart eine Rekordhöhe von 174,6 km erzielt. Bereits zwei Tage zuvor hatte die Rakete mit der Werk-Nr. MW 18012 eine Gipfelhöhe von etwa 127 km erreicht; damit übertraf diese Rakete die heutige anerkannte Weltraumgrenze von 100 km Höhe (die Kármán-Linie) deutlich und war der erste menschengemachte Gegenstand im Weltraum.:267
Von Peenemünde und der Greifswalder Oie aus erfolgten noch bis einschließlich 20. Februar 1945 Versuchsstarts von A4-Raketen.

## Aufbau

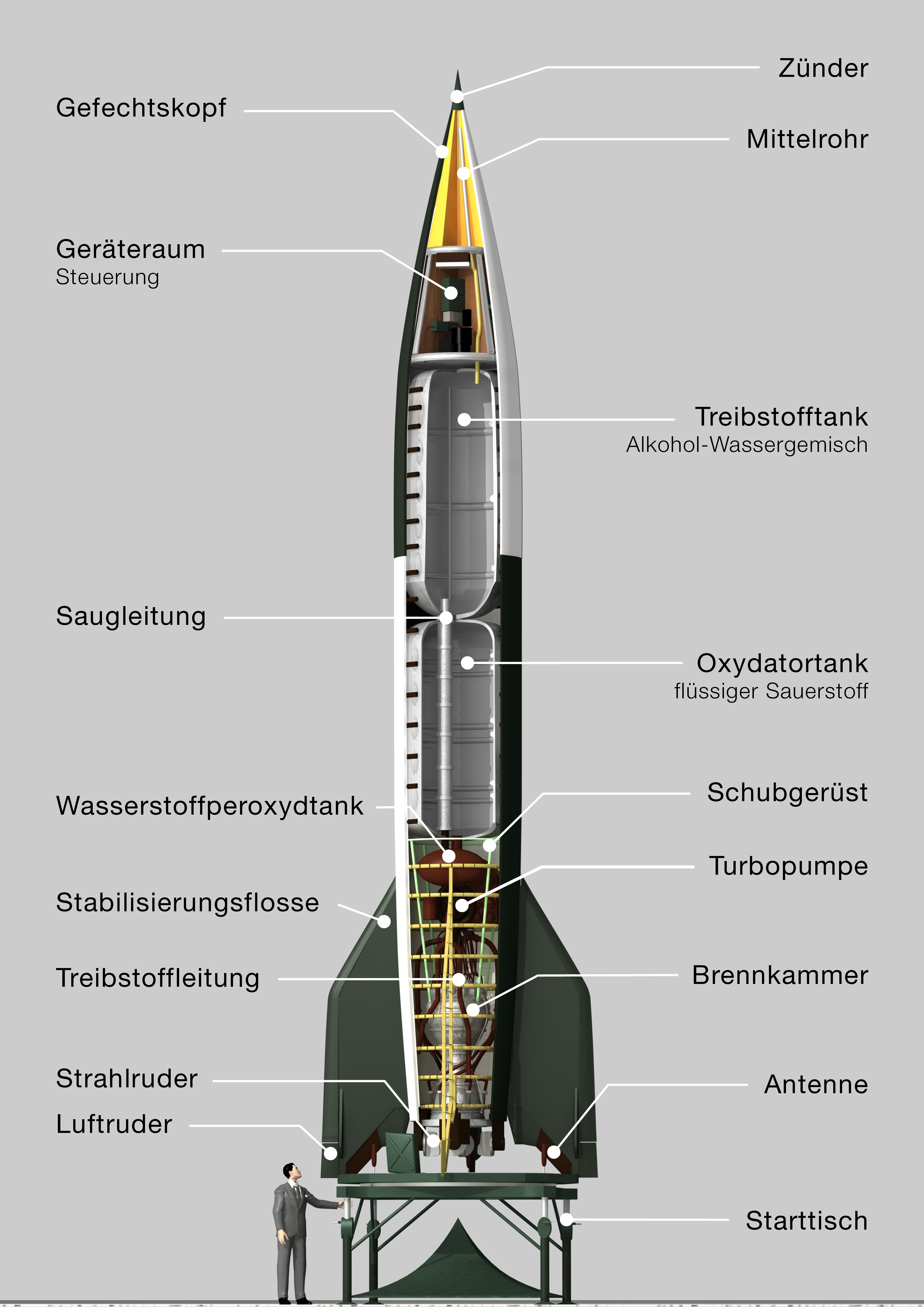
Aufbau der Rakete „Aggregat 4“

Die A4-Rakete war 14 Meter lang und hatte vollgetankt eine Startmasse von rund 12,9 Tonnen. Die einstufige Rakete bestand aus etwa 20.000 Einzelteilen. Der Rumpf bestand aus Spanten und Stringern, die mit dünnem Stahlblech beplankt waren. Die Technik bestand aus vier Baugruppen:
- Spitze mit Gefechtskopf und Aufschlagzünder
- Geräteteil mit Batterien und Kreiselsteuerung
- Mittelteil mit Tanks für Ethanol und Flüssigsauerstoff
- Heckteil mit Schubgerüst, Druckflaschen mit Stickstoff, Dampferzeuger, Turbopumpe, Brennkammer („Ofen“), Schubdüse, Strahlruder und Luftruder.

Als Zubehör zur Verwendung der A4-Rakete wurden unterschiedliche Start- und Transportgerätschaften genutzt und in der Bedienvorschrift Die A4-Fibel: Handbuch zum Start der A4 beschrieben. Unter anderem sind dazu bekannt:
- Sd.Kfz. 7/3 – Feuerleitpanzerfahrzeug für Raketen A4 (Startkontrollwagen)
- Anhänger Meillerwagen mit Startrampe und Vidalwagen ohne Startrampe

### Sprengstoff
Die etwa 738 kg Amatol-Sprengstoff (vergleichbar mit etwa 600 kg TNT) waren in der 1000 kg wiegenden Raketenspitze untergebracht. Da sich diese während des Flugs durch Kompressionswärme an der Außenhaut der Verkleidung aufheizte, konnten nur Sprengstoffmischungen verwendet werden, deren Zündtemperatur über 200 °C lag.

### Steuerung
Für die Stabilisierung und Steuerung sorgte das Leitwerk mit den Luftrudern, welche aber erst bei höherer Geschwindigkeit wirkten. Kurz nach dem Start waren die direkt im Gasstrom liegenden vier Strahlruder aus Graphit für die Stabilisierung zuständig. Alle Ruder wurden von Servomotoren bewegt.
Als einer der ersten Flugkörper war das A4 mit einem für die damalige Zeit sehr fortschrittlichen Trägheitsnavigationssystem ausgestattet, das mit zwei Kreiselinstrumenten (Gyroskopen) selbsttätig den eingestellten Kurs hielt. Hersteller war das Kieler Unternehmen Anschütz & Co. Die elektrische Energie für Kurssteuerung und Ruderanlage wurde den beiden Bordbatterien entnommen, die aus dem Werk Hagen der Accumulatoren Fabrik AG (AFA) stammten. Die Batterien waren unterhalb des Sprengkopfes im Geräteraum eingebaut, wo sich auch das sogenannte „Mischgerät“ befand, ein elektronischer Analogrechner, der die von den Gyroskopen registrierten Abweichungen von Quer- und Seitenachse auswertete und zur Kurskorrektur die Servomotoren der Strahl- und Luftruder ansteuerte. Um eine bessere Zielgenauigkeit zu erreichen, wurde in mehreren Versuchsraketen auch eine Funksteuerung erprobt, die aber im späteren Einsatz wegen möglicher Störungen von Seiten des Feindes nicht verwendet wurde.
Die beim Start eingestellte Zeitschaltuhr sorgte dafür, dass der Neigungswinkel der Kreiselplattform nach vier Sekunden Brennzeit so verändert wurde, dass die Rakete aus der Senkrechten in eine geneigte Flugbahn überging. Durch ein Integrationsgerät (J-Gerät), das aufgrund der summierten Beschleunigung die aktuelle Geschwindigkeit berechnete, wurde bei der richtigen Geschwindigkeit das Triebwerk abgeschaltet, um damit die Reichweite zu steuern. Dazu wurde am J-Gerät ein Wert eingestellt, der einer Schusstafel entnommen werden konnte. Der Neigungswinkel war bei jedem Schuss gleich. Vor dem Start musste die Rakete auf ihrem Starttisch exakt senkrecht gestellt und so gedreht werden, dass eine besonders markierte Heckflosse in Zielrichtung zeigte.

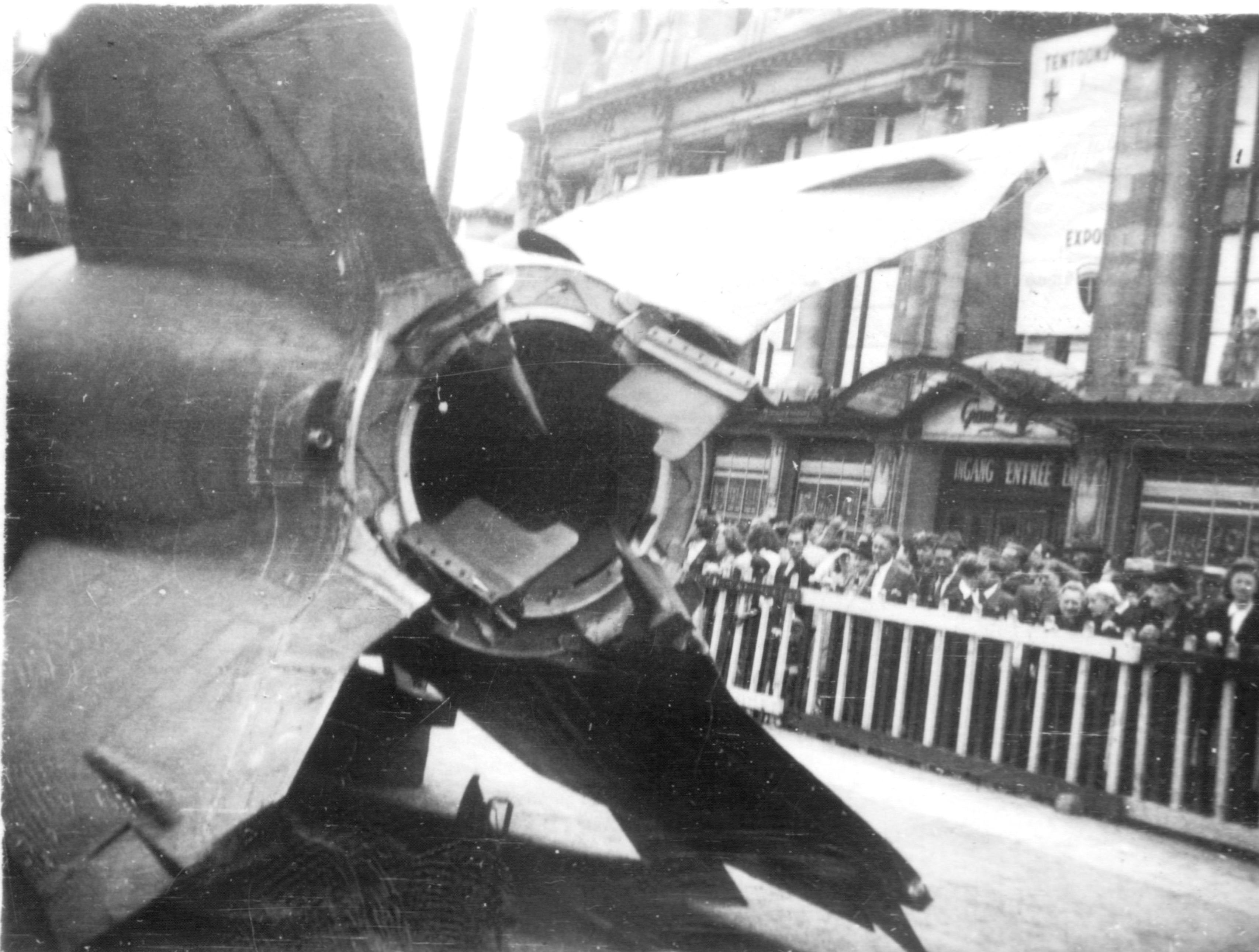
Heck mit Luftruder und Strahlruder, ausgestellt in Antwerpen
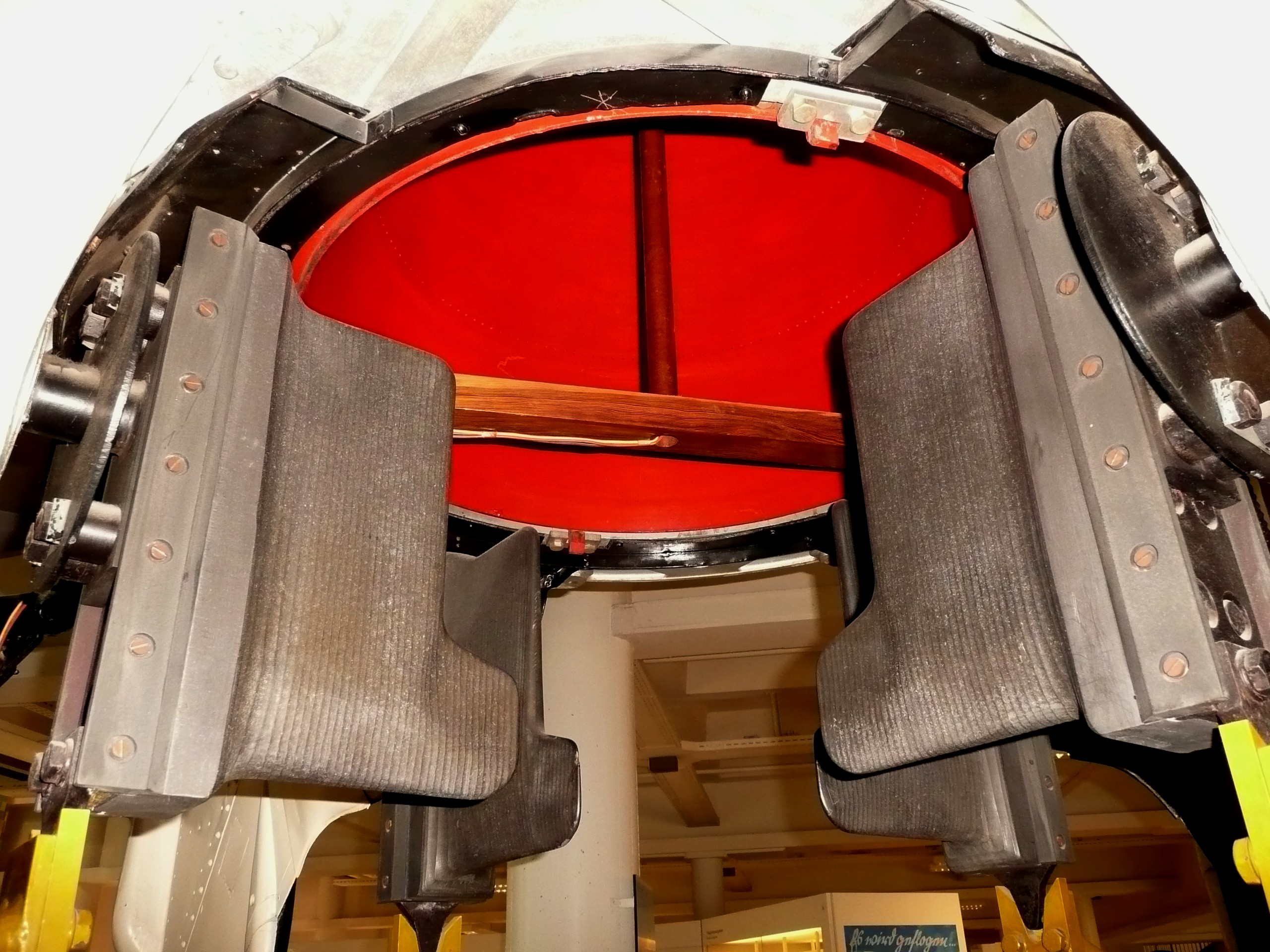
Graphit-Strahlruder, ausgestellt im Deutschen Museum
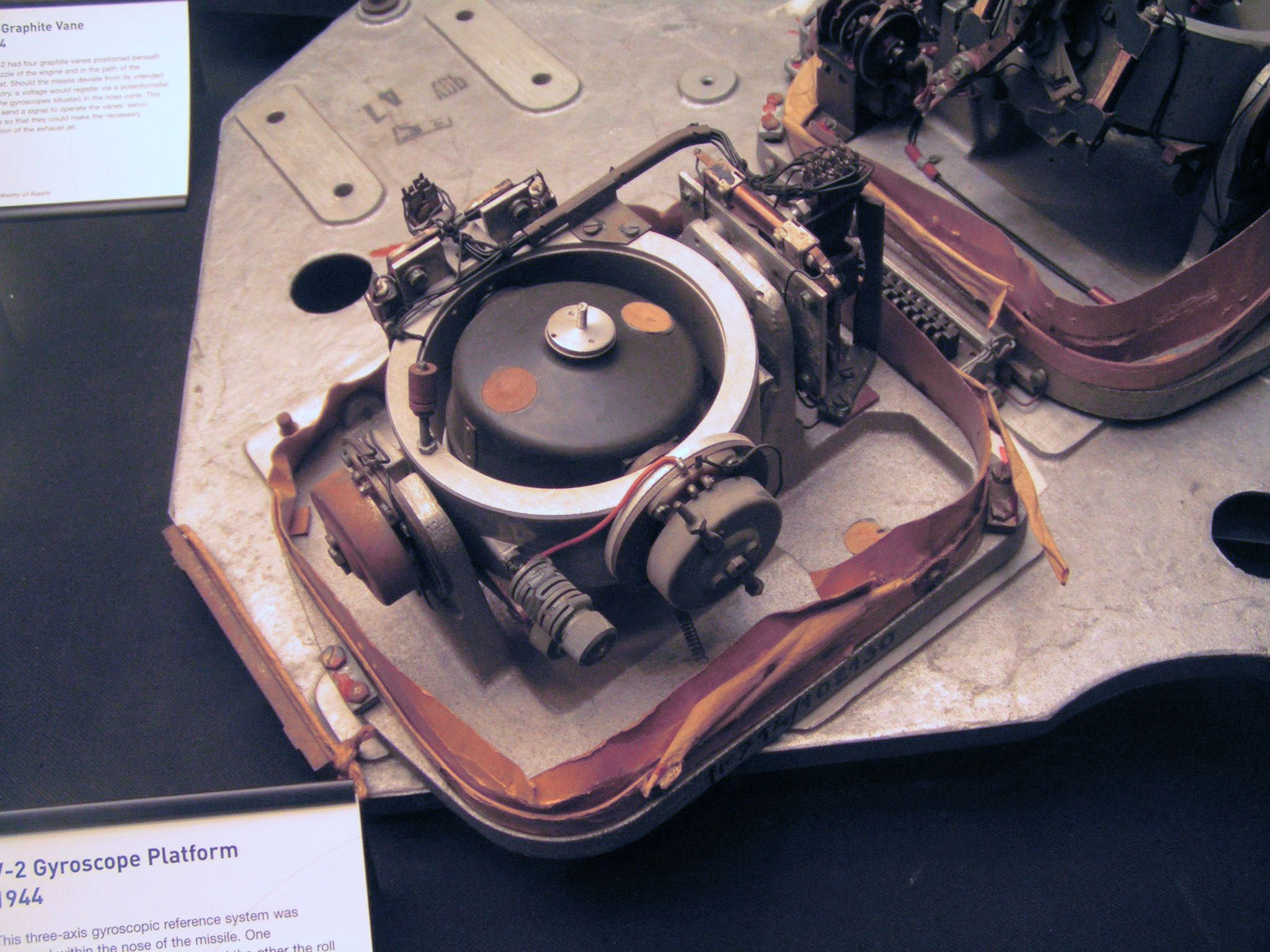
Eines der beiden Gyroskope zur Kurssteuerung
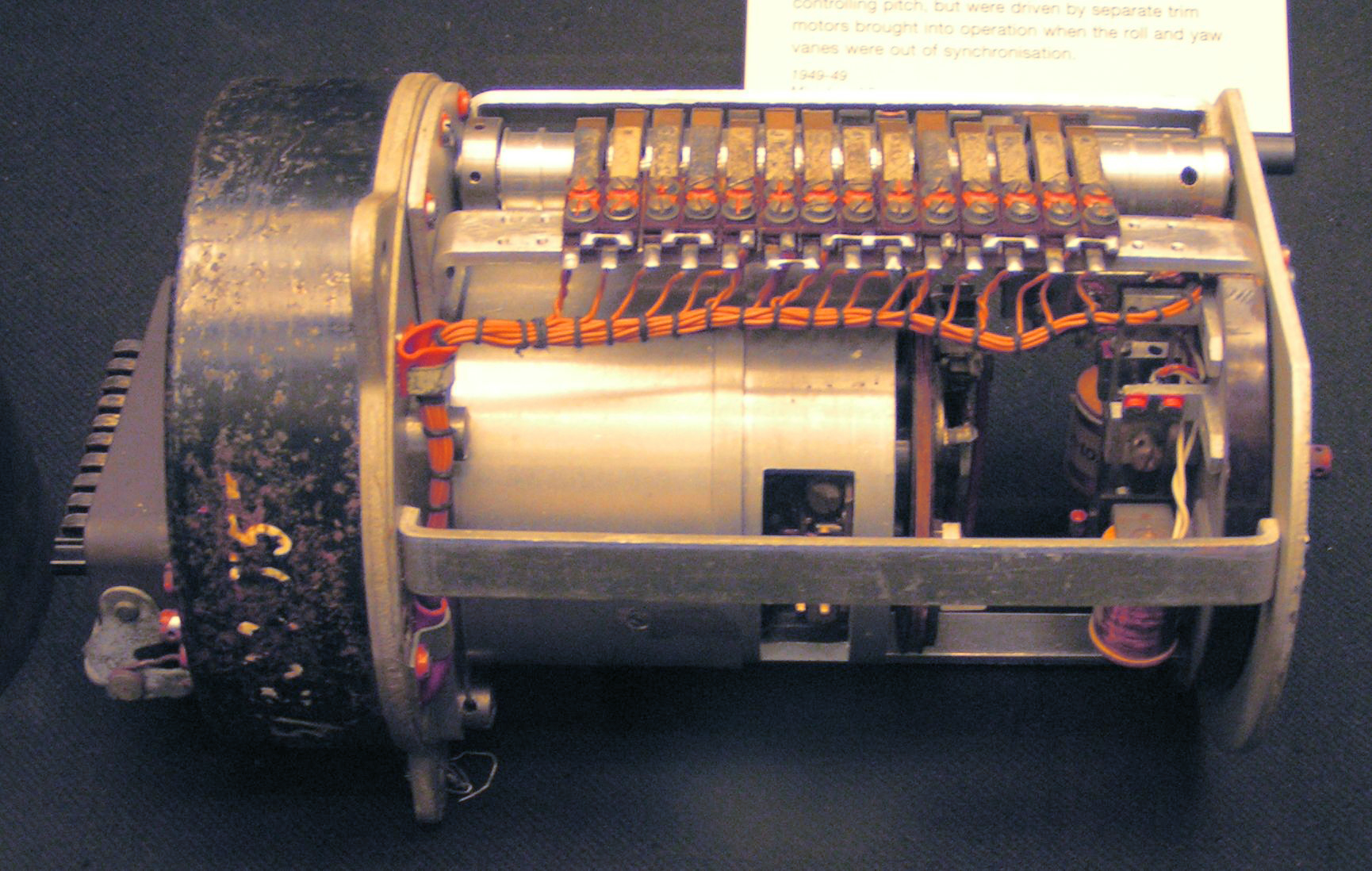
Zeitschaltuhr des A4
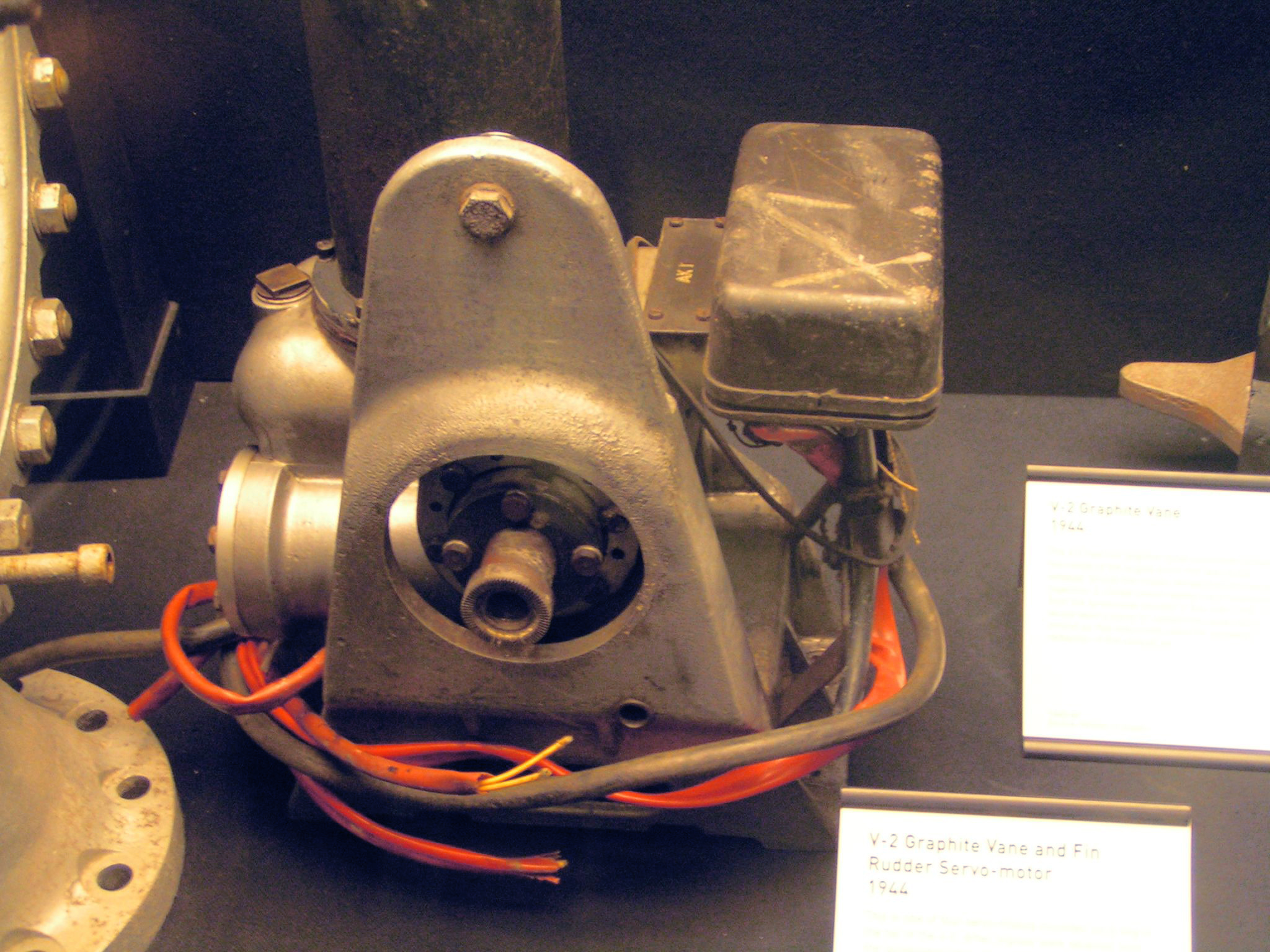
Einer der vier Servomotoren zur Rudersteuerung
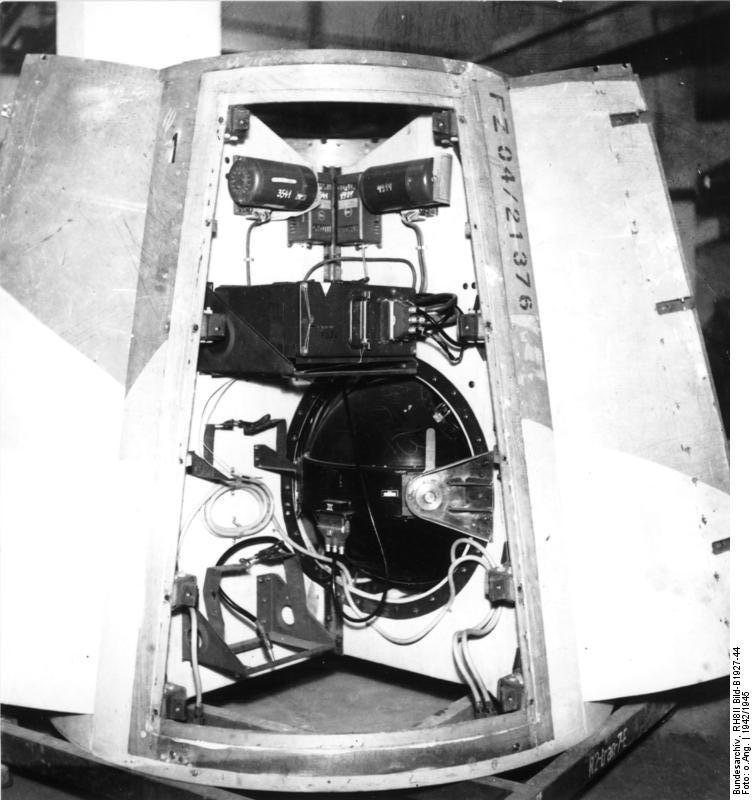
Geräteraum einer A4 mit Kreiselsteuerung, HVA Peenemünde, 1942
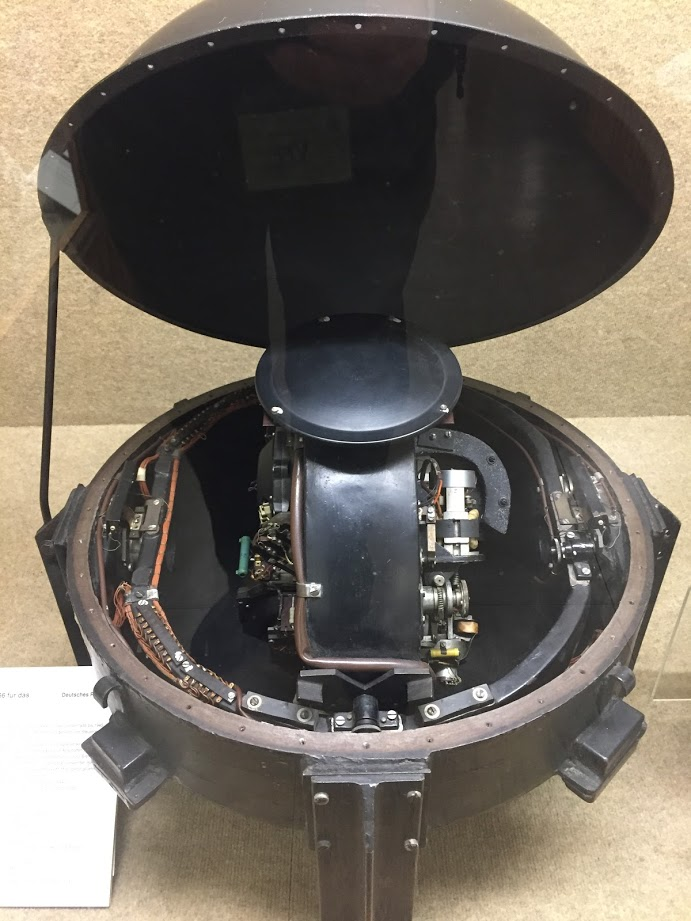
Steuergerät SG-66 in der Wehrtechnischen Studiensammlung Koblenz

### Antrieb
Das Aggregat 4 war eine Flüssigkeitsrakete und wurde mit einem Gemisch aus 75-prozentigem Ethanol und Flüssigsauerstoff angetrieben. Unter der Leitung des Ingenieurs Walter Thiel wurden das beste Mischungsverhältnis der Treibstoffe, die Einspritzdüsenanordnung sowie die Form des Raketenmotors ermittelt. Eine Pumpenbaugruppe war nötig, welche die großen Mengen an Alkohol und flüssigem Sauerstoff in die Brennkammer fördern konnte. Zum Antrieb dieser Doppelpumpe diente eine integrierte Dampfturbine von 600 PS Leistung (s. Turbopumpe). In einem Dampferzeuger wurde nach dem Prinzip des Walter-Antriebs durch die katalytische Zersetzung von Wasserstoffperoxid mittels Kaliumpermanganat Dampf erzeugt. Zur Förderung des Wasserstoffperoxids war auf 200 bar komprimierter Stickstoff in mehreren Druckbehältern an Bord; dieser diente auch zur Betätigung diverser Ventile. Die Kreiselsteuerung und das präzise und daher sehr aufwendig zu fertigende Pumpenaggregat waren die beiden teuersten Bauteile des A4.
Die Rakete hatte einen anfänglichen Schub von 270 kN, entsprechend einer Leistung von 650.000 PS, und erreichte nach einer Brenndauer von etwa 65 Sekunden ihre Höchstgeschwindigkeit von etwa 5.500 km/h, etwa Mach 5. Die Verbrennungsgase verließen den Raketenmotor mit etwa 2.000 m/s. Da der gesamte Flug bei einer Reichweite von 250 bis 300 km nur 5 Minuten dauerte, gab es damals keine Abwehrmöglichkeit gegen diese Waffe.

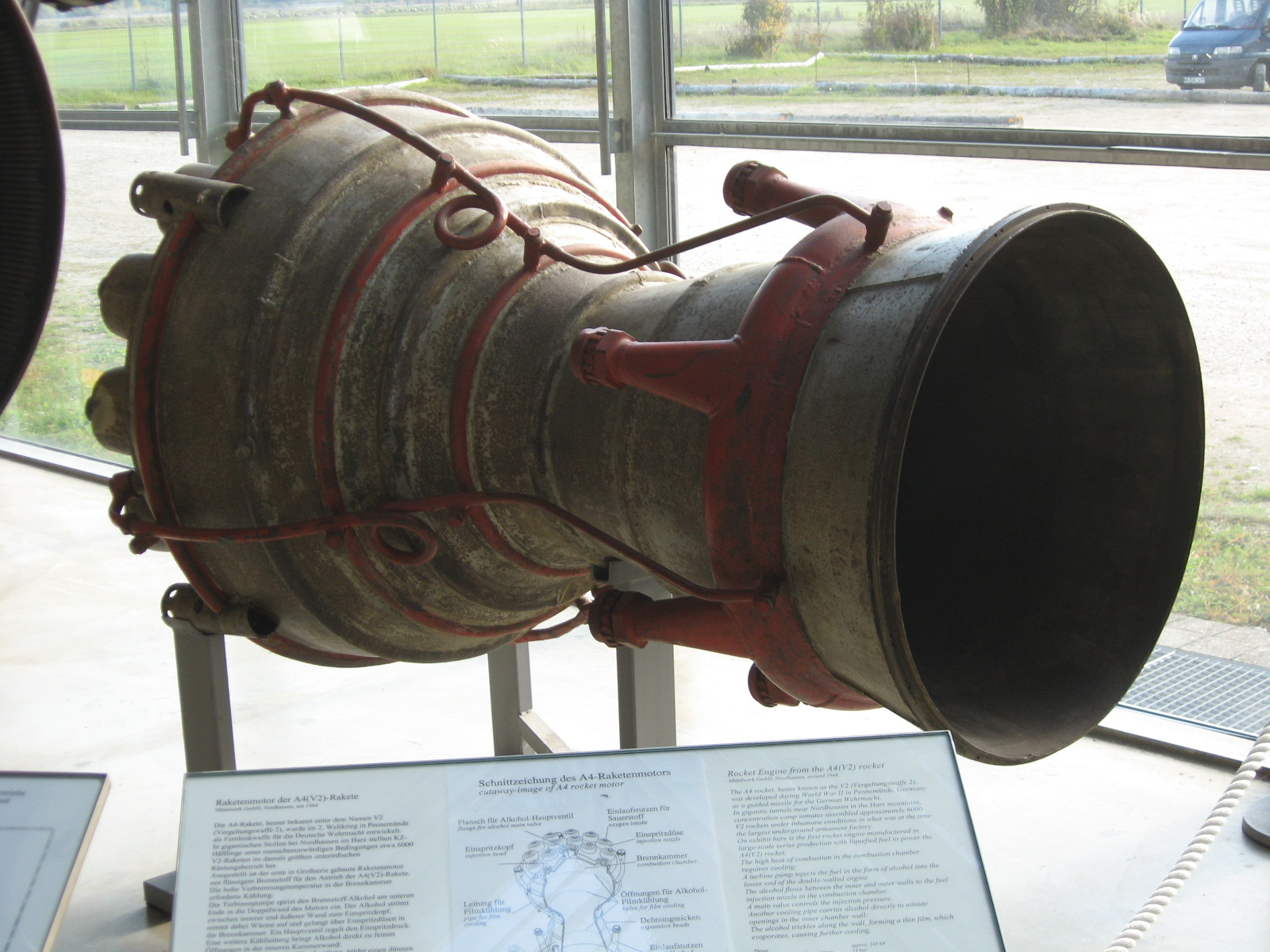
A4-Raketenmotor, ausgestellt in der Flugwerft Schleißheim
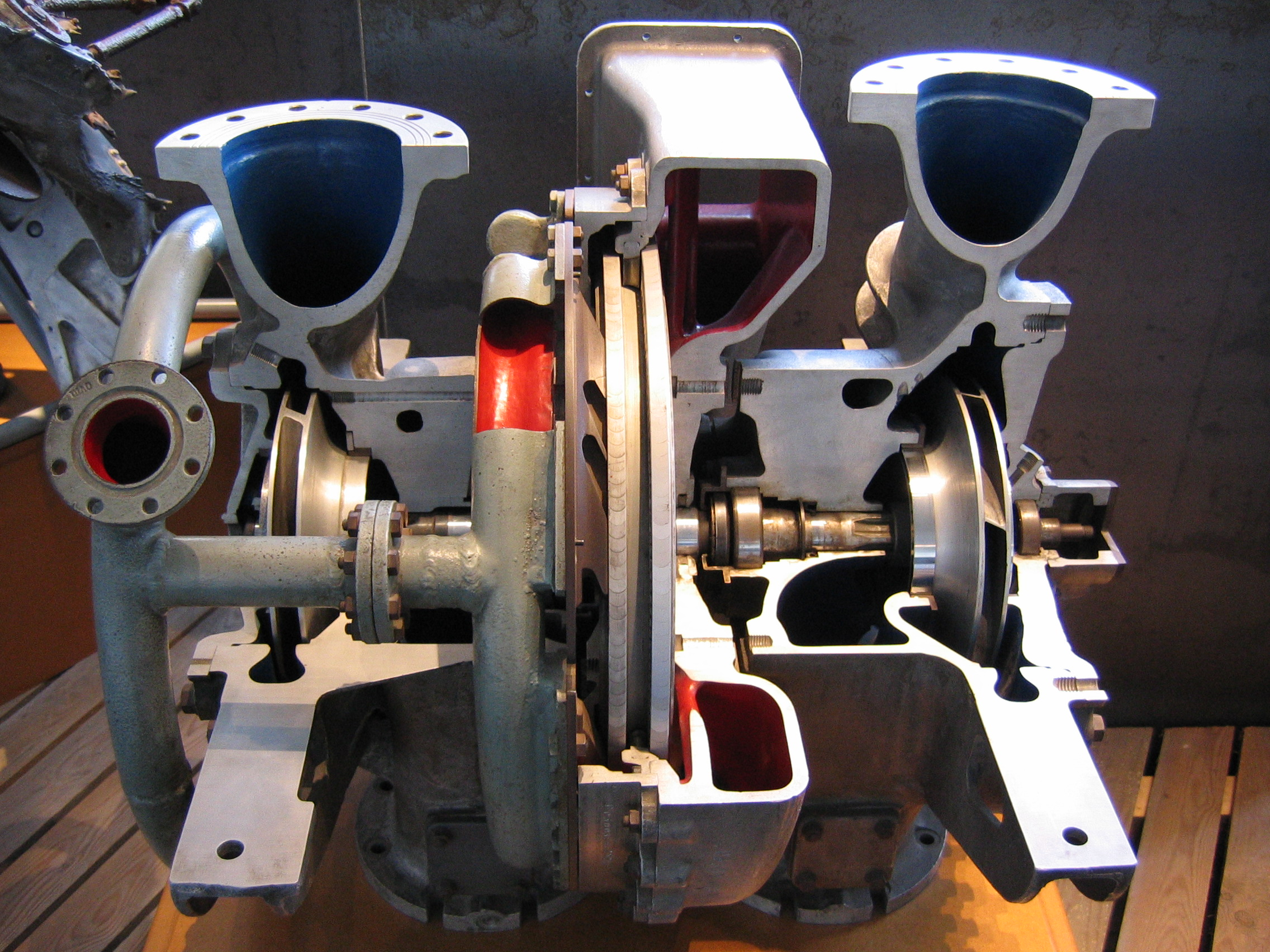
Schnittmodell der Treibstoffpumpe: Dampf rot, Alkohol/Sauerstoff blau
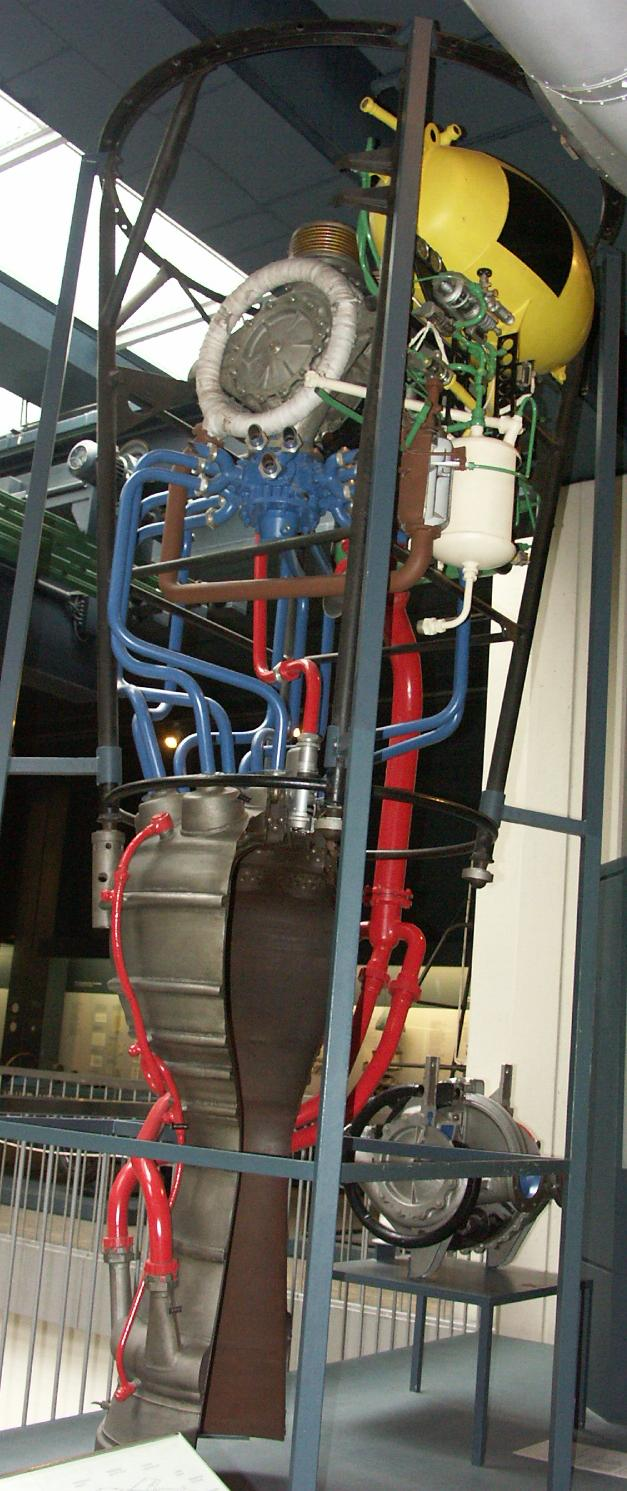
Demonstrationsaufbau der Triebwerkanlage im Deutschen Museum
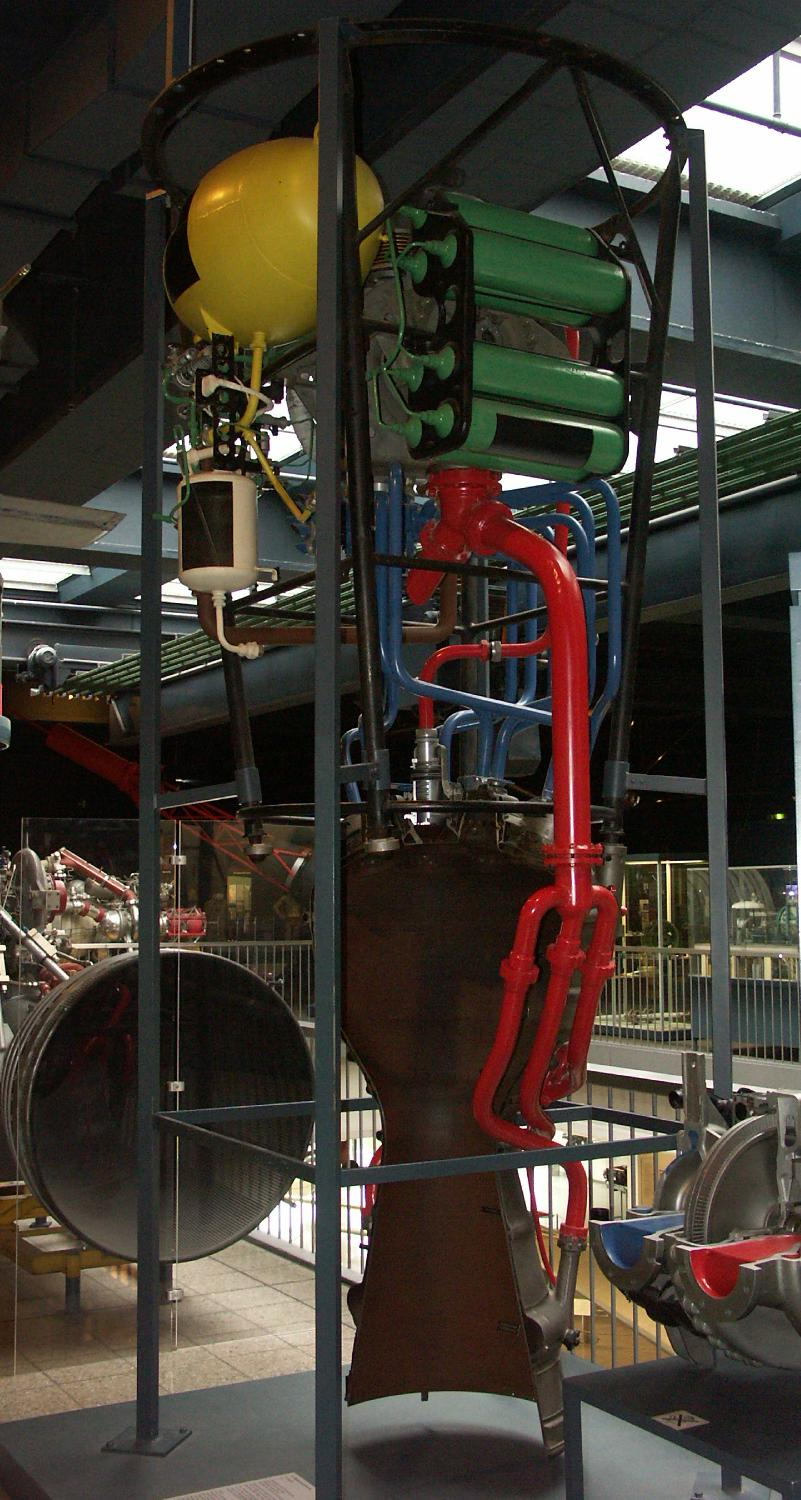
Demonstrationsaufbau der Triebwerkanlage im Deutschen Museum
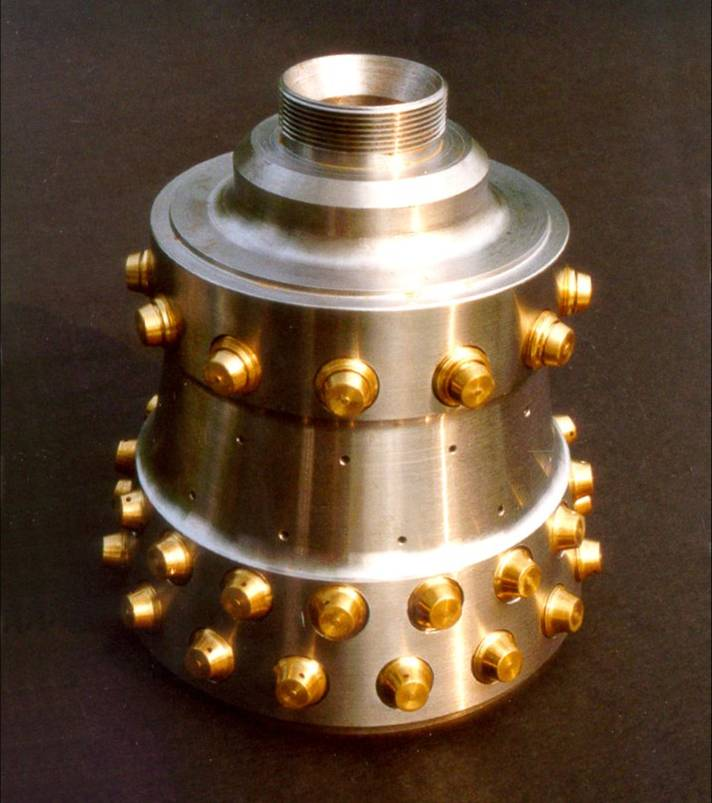
Einer von 18 Triebwerkstöpfen mit Zerstäuberdüsen, entwickelt von Konrad Dannenberg
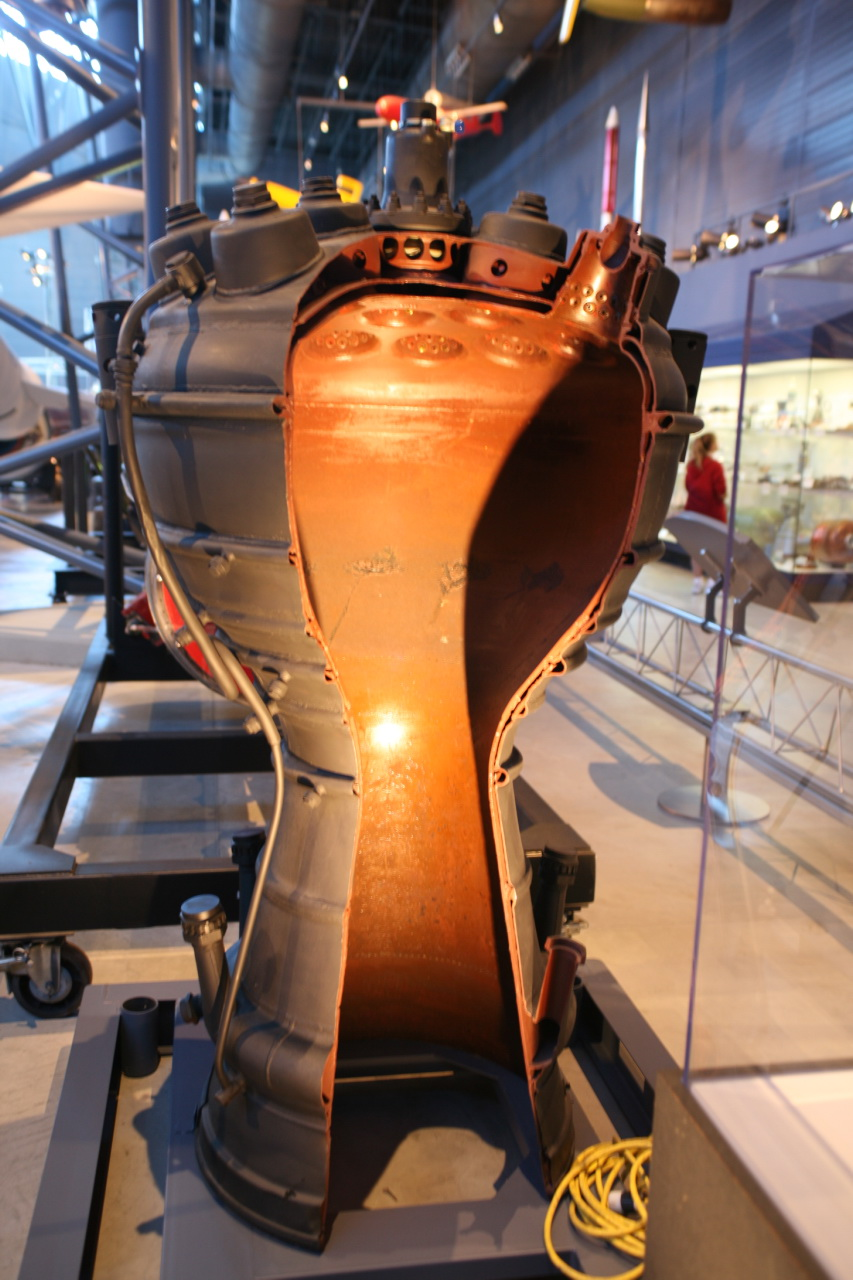
A4-Triebwerk, Schnittmodell, Steven F. Udvar-Hazy Center
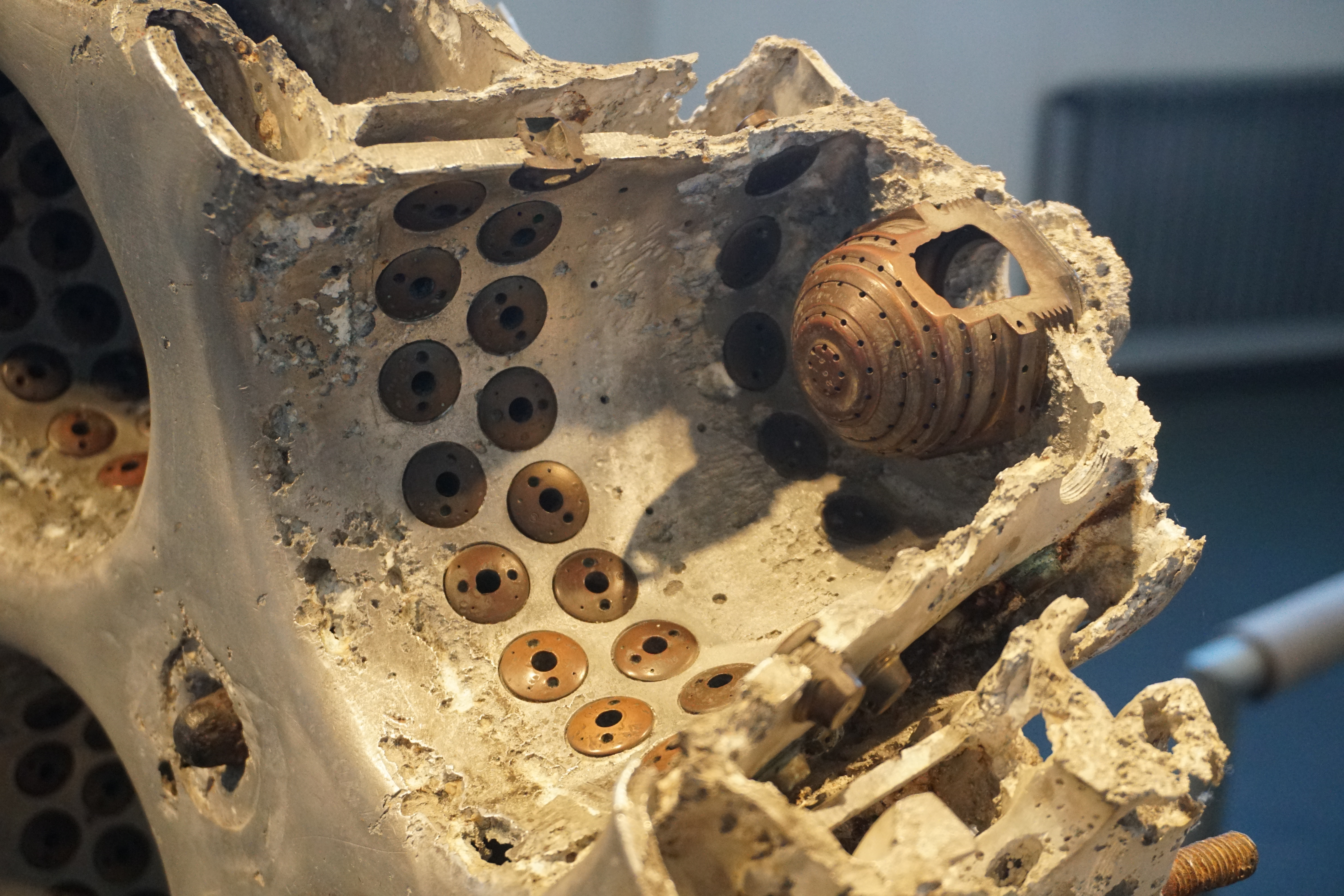
A-Stoff-Zerstäuber im Kopf der Brennkammer
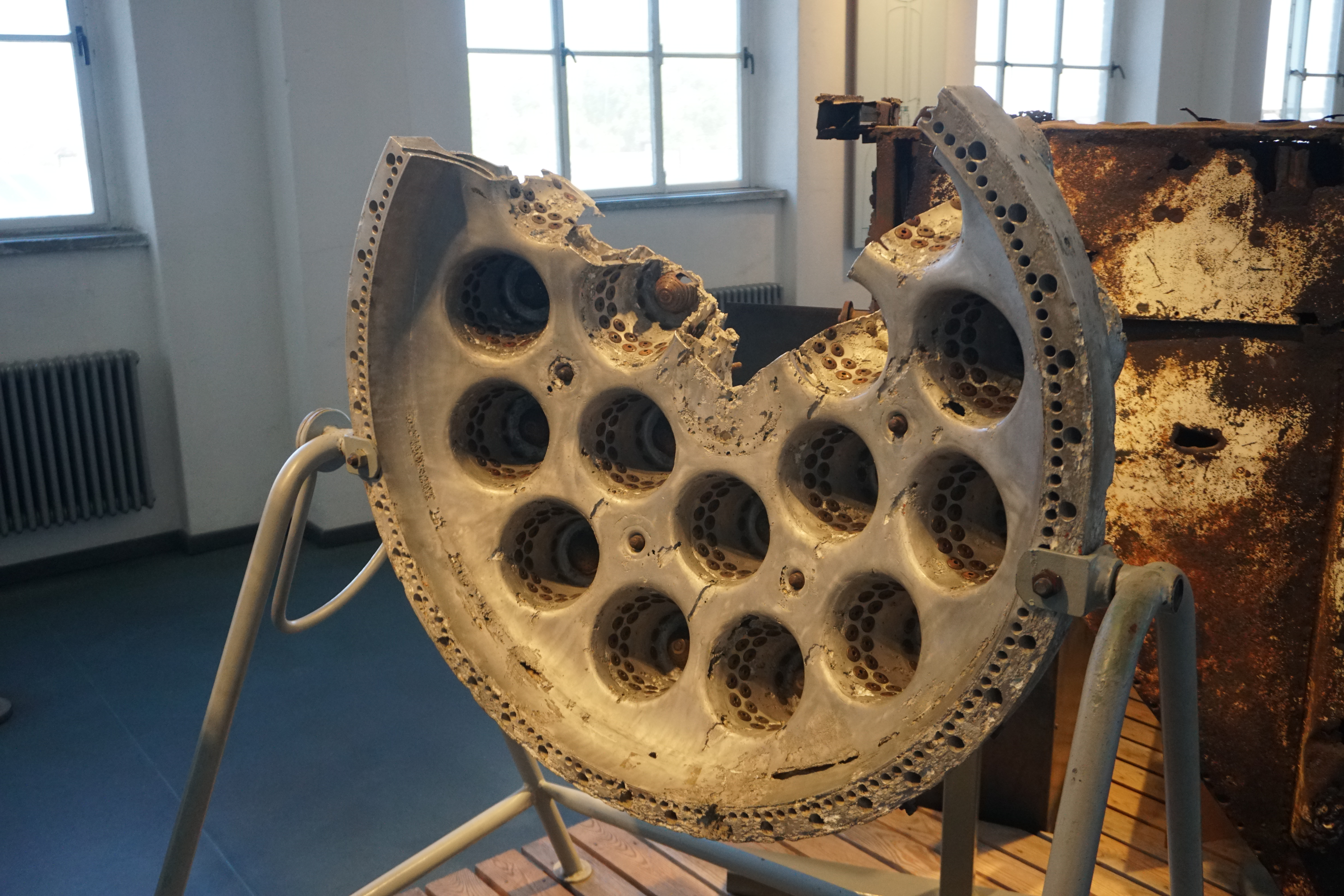
Kopf einer Brennkammer A4 (Unterseite)
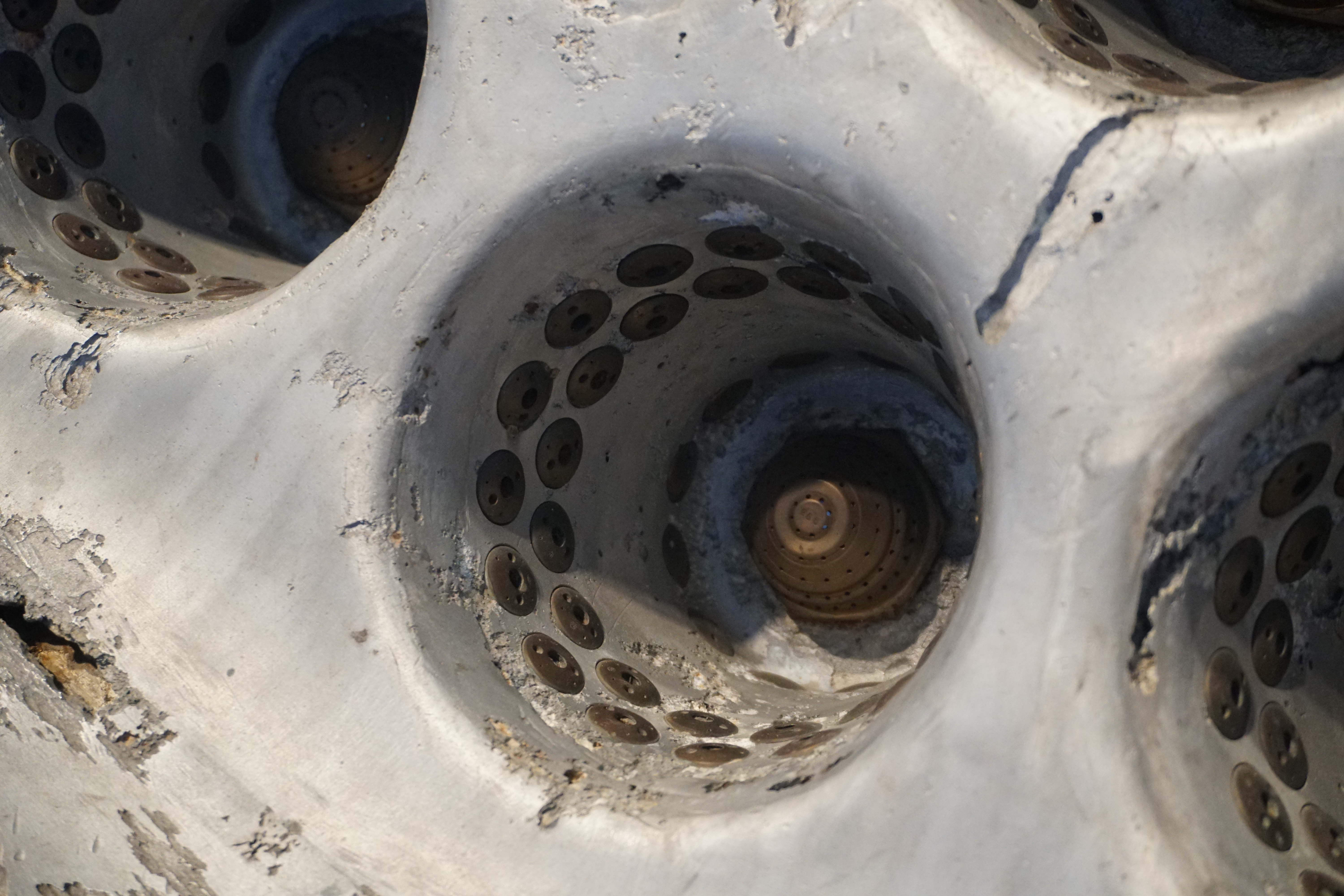
A-Stoff-Zerstäuber (Aggregat 4)
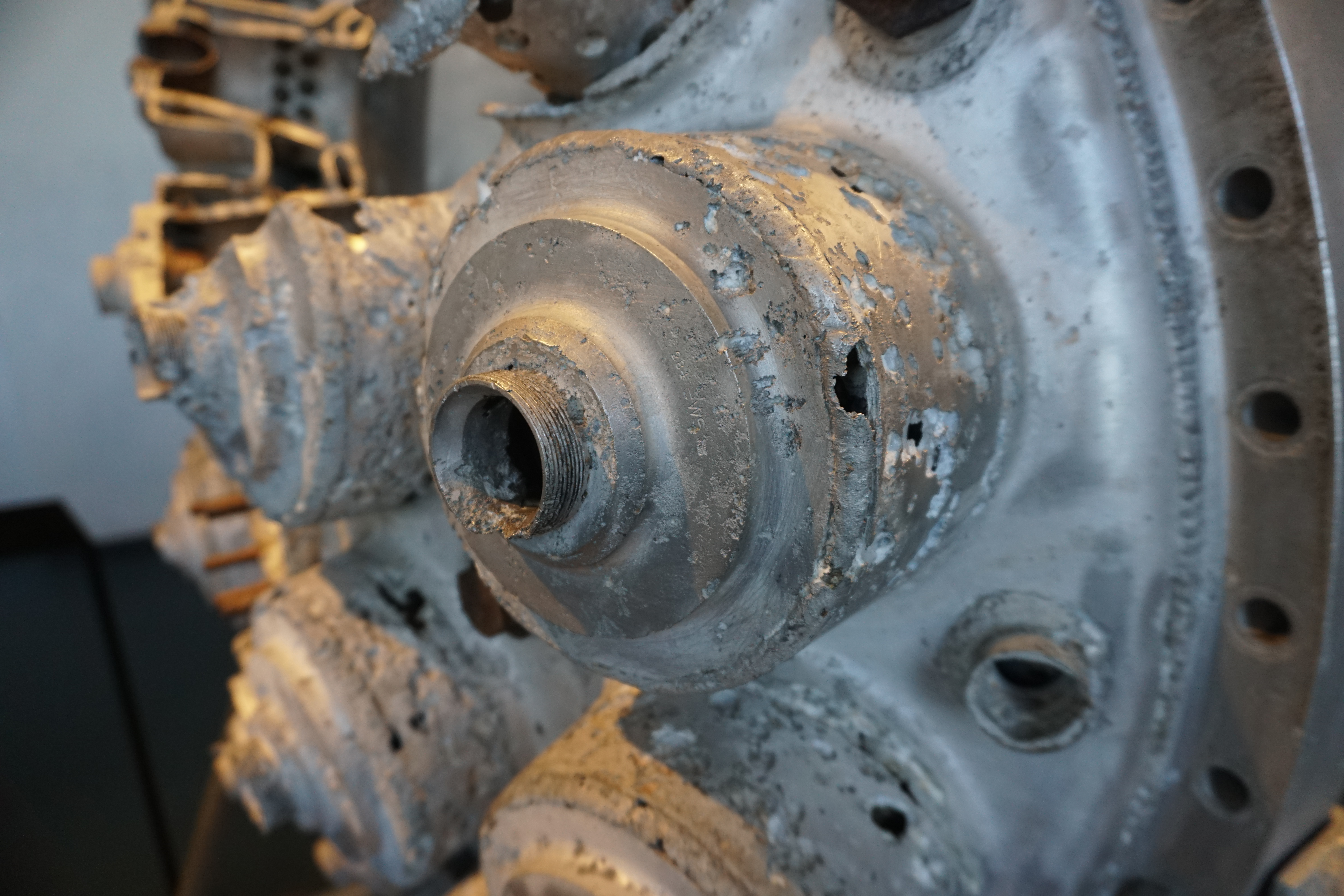
Kopf einer Brennkammer (Oberseite)
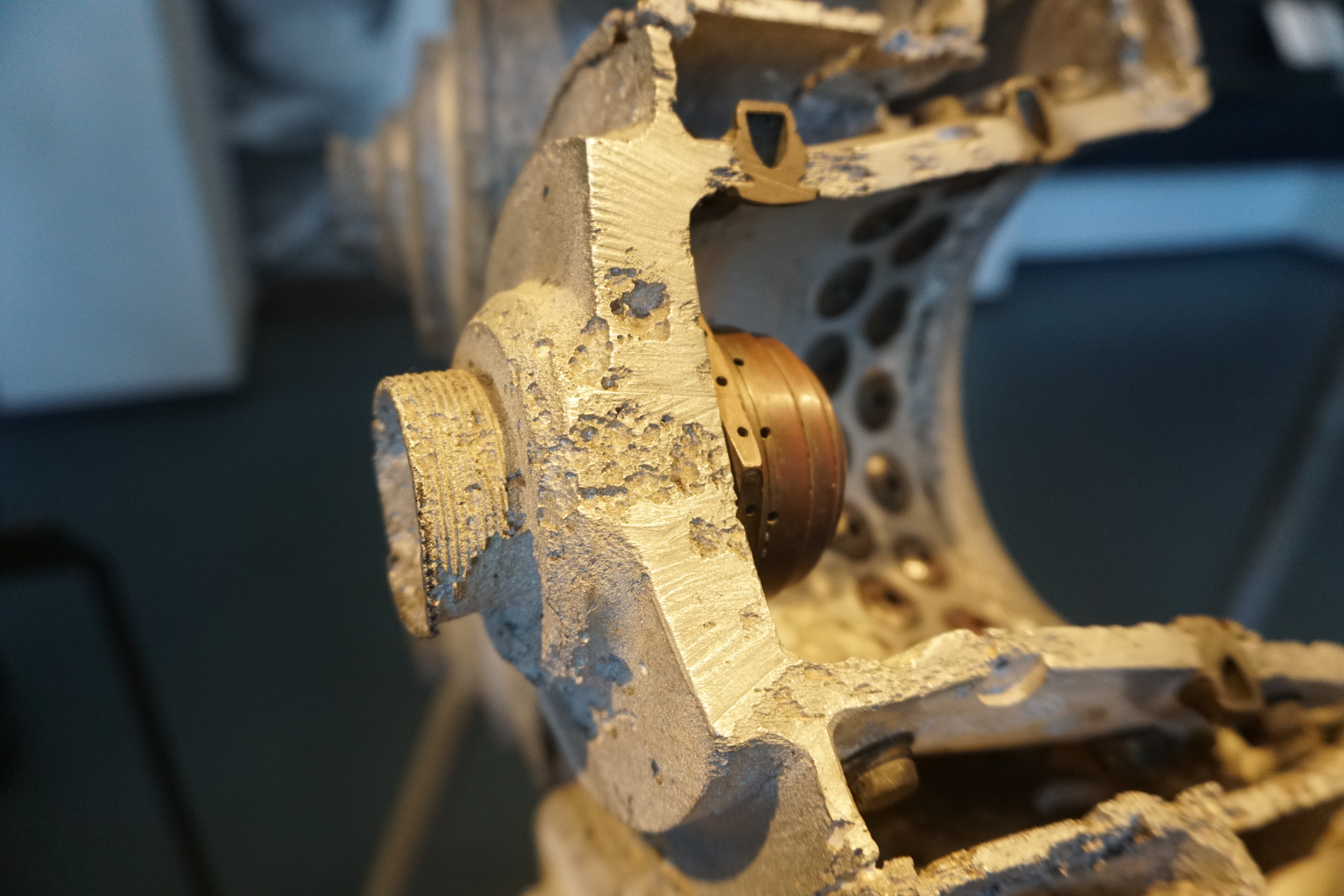
A-Stoff-Zerstäuber im Kopf der Brennkammer
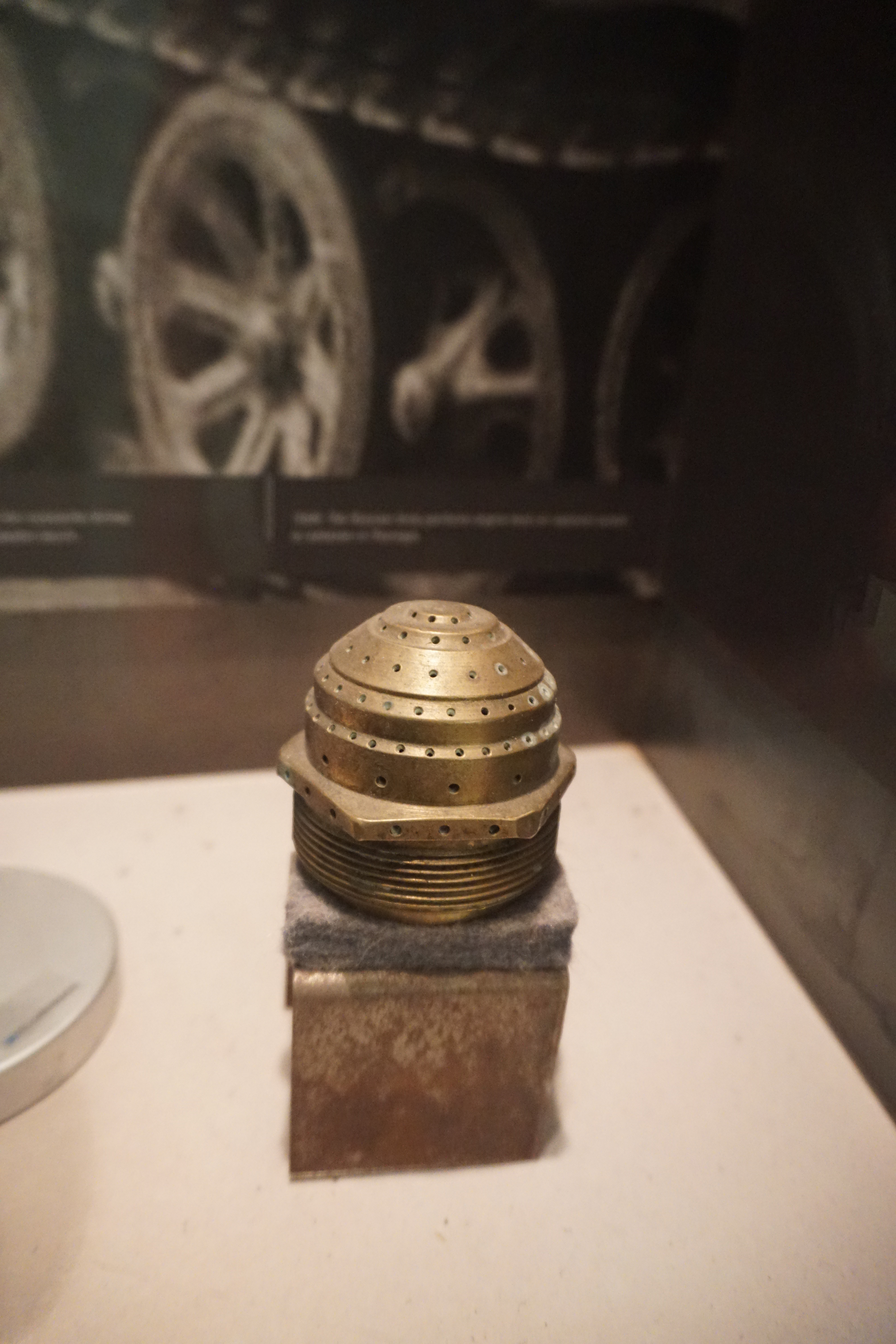
A-Stoff-Zerstäuber (1943)

## Rohstoffverbrauch
Für die kriegsbedingte Bewirtschaften von Sparstoffen mussten über den Rohstoffverbrauch genau buchgeführt werden - eine Aufschlüsselung der Rohstoffe pro Rakete finden sich in entsprechenden Tabellen für die Baureihe B aus dem Jahr 1943, die für Stückzahlen von 900 Raketen pro Monat kalkuliert wurden.

### Metalle (Auszug > 10 kg)
- Eisen und Stahl (unlegiert): 2.711,1 kg
- Eisen und Stahl (legiert): 2.166,6 kg
- Chrom: 4,259 kg
- Mangan: 44,444 kg
- Aluminium: 703,7 kg
- Magnesium: 19 kg
- Blei: 27,4 kg
- Kupfer: 129,63 kg
- Zink: 59,25 kg

### Sonderwerkstoff (Auszug > 10 kg)
- Gummi: 46,296 kg
- Kunstharzpressstoff: 11,59 kg
- Hartgewebe: 19,36 kg
- Gewebe / Textilhalbzeuge: 99,26 kg
- Buchen- und Oboholz: 114,81 kg
- Graphit: 75,925 kg
- Sonstiges: 722,22 kg

### Lacke
Pro Rakete waren etwa 68 kg Lacke unterschiedlicher Art erforderlich, davon entfielen etwa 25 kg Farbe für den Innenanstrich und 17 kg Tarnfarbe für den Außenanstrich, jeweils auf Kunstharzbasis, die von Warnecke & Böhm in Berlin-Weißensee zugeliefert wurden. Weitere 25 kg entfielen auf Punktschweißfarbe auf Basis hochmolekularer Fettsäure von Kurt Herberts sowie etwa ein weiteres kg unterschiedlicher Lacke für die Treibstofftanks sowie die Rohrleitungen.

## Fertigung
Nach dem erfolgreichen Start vom 3. Oktober 1942 wurde trotz paralleler Weiterentwicklung zur Behebung technischer Mängel die Serienfertigung angeordnet.
Die Fertigungsstätten für Teile des A4 waren über ganz Deutschland verstreut: Unter dem Tarnnamen „Rebstock“ bei Ahrweiler an der Ahr wurden in unfertigen Eisenbahntunneln Bodenanlagen und Fahrzeuge für die Rakete unter Tage produziert. Zwischen 1942 und September 1944 wurde unter starker Geheimhaltung auch bei Friedrichshafen-Raderach gefertigt. Das Gelände wurde im Januar 1945 beim Herannahen französischer Truppen geräumt. Weitere Lieferanten waren die Unternehmen Gustav Schmale in Lüdenscheid, in der Teile der Brennkammer gefertigt wurden, und die Accumulatoren Fabrik AG (AFA) in Hagen-Wehringhausen, welche die speziellen Akkumulatoren herstellte. Anfang 1944 wurde der Betrieb von Triebwerksprüfständen im „Vorwerk Schlier“, KZ-Nebenlager Redl-Zipf auf dem Gemeindegebiet von Neukirchen an der Vöckla, und im „Vorwerk Mitte Lehesten“, KZ-Außenlager Laura im Thüringer Schiefergebirge aufgenommen.
1943 lief in insgesamt vier Orten die Serienfertigung des A4, welche, so Dornberger in einem Protokoll zu einer Besprechung mit Gerhard Degenkolb und Kunze, „grundsätzlich mit Sträflingen durchgeführt“ werde. Dafür zog man Häftlinge aus folgenden Konzentrationslagern heran: KZ Buchenwald (HVA Peenemünde ab Juni), KZ Dachau (Luftschiffbau Zeppelin „Friedrichshafener Zeppelinwerke“ ab Juni/Juli), KZ Mauthausen (Rax-Werke in Wiener Neustadt ab Juni/Juli) und KZ Sachsenhausen (DEMAG-Panzer in Falkensee bei Berlin ab März). Einzelne wissenschaftliche Mitarbeiter wählte Wernher von Braun persönlich unter den Häftlingen im KZ-Buchenwald aus.
Insgesamt wurden während des Zweiten Weltkrieges 5.975 Raketen von Zwangsarbeitern, KZ-Häftlingen und deutschen Zivilbeschäftigten aus tausenden Einzelteilen zusammengebaut. Hinzu kommen mindestens 314 Raketen, die im Rahmen der Entwicklung in Peenemünde gebaut wurden.

Am 29. Oktober 1944 wurde Dornberger nach dem Einsatz des A4 als V2 an der Westfront mit dem Ritterkreuz des Kriegsverdienstkreuzes mit Schwertern ausgezeichnet.

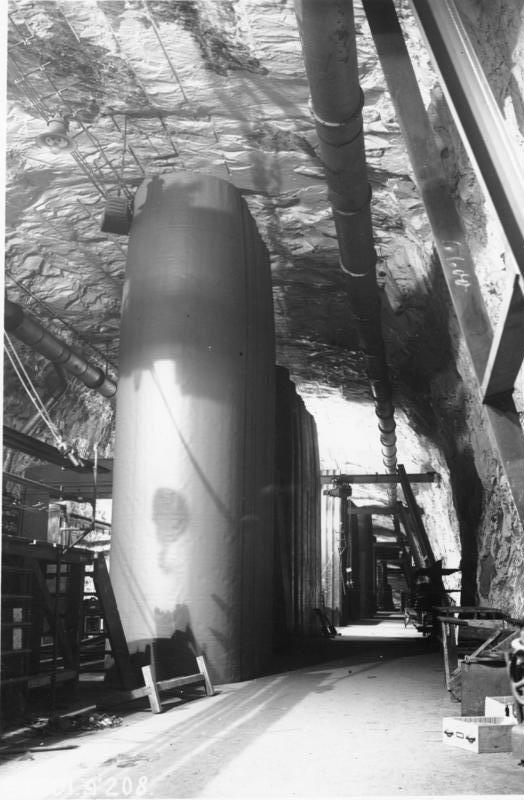
Kohnstein, Stollen für die Rumpfproduktion der V2, 1945

Ab 1944 fand die Montage der A4 im unterirdischen Komplex der Mittelwerk GmbH in einer Stollenanlage im Kohnstein nahe Nordhausen durch Häftlinge des KZ Mittelbau-Dora statt. Im Schnitt waren etwa 4.000 Häftlinge des KZ Mittelbau unter Aufsicht von ungefähr 3.000 Zivilangestellten mit dem Zusammenbau beschäftigt. Für das hochtechnologische Projekt wurden auch spezialisierte inhaftierte Facharbeiter und Ingenieure aus dem gesamten Reichsgebiet und den besetzten Staaten gezielt herangezogen. Obwohl viele von ihnen erst nach einer handwerklichen Prüfung in den Kohnstein verschleppt wurden, erwarteten sie dort keine besseren Arbeits- und Haftbedingungen als in anderen Konzentrationslagern. Vielmehr befürchteten sie, dass man sie wegen ihrer Einblicke in dieses Staatsgeheimnis nicht mehr freilassen würde. Wie unmenschlich die Behandlung auch durch zivile Ingenieure zeitweise war, zeigt etwa eine schriftliche Anweisung, die Häftlinge bei Verfehlungen nicht mehr mit spitzen Gegenständen zu stechen. Es gab Sabotageakte; die Fertigung der Rakete war aber nie ernstlich behindert. Bei der Endabnahme erwies sich jede zweite Rakete als nicht voll funktionstüchtig und musste nachgebessert werden; dies lag in erster Linie daran, dass die Ingenieure aus Peenemünde fast täglich bauliche Änderungen anordneten, was den laufenden Produktionsprozess erheblich beeinträchtigte.
Die Versorgung mit flüssigem Sauerstoff war bereits im August 1941 als das kritische Nadelöhr für den Einsatz der A4 ausgemacht worden. Bei Beginn des Einsatzes Anfang September 1944 wurde flüssiger Sauerstoff in fünf Betriebsstätten im Reich und den besetzten Gebieten im Westen für die A4 hergestellt: in unterirdischen Anlagen bei den Testständen in Redl-Zipf (5 Maschinen mit insgesamt ca. 300 t/Monat) und Lehesten (9 Maschinen), in einem Stollensystem in Wittring/Sarreguemines (5 Maschinen), einem alten Stahlwerk im Stadtteil Tilleur von Lüttich (5 Maschinen) und bei der Testeinrichtung in Oberraderach (4 Maschinen). Die Anlagen wurden unter Einsatz von KZ-Häftlingen betrieben. Die ursprüngliche Planung hatte die Produktion von flüssigem Sauerstoff auch in den Bunkeranlagen bei Watten und Wizernes vorgesehen. Die Maschinen wurden aber bis Juli 1944 wieder abgebaut und verlegt als die Bauwerke aufgrund starker alliierter Bombardierung aufgegeben wurden. Ab Oktober 1944 wurde flüssiger Sauerstoff auch aus den beiden Werken in Peenemünde geliefert (4 Maschinen). Lüttich wurde am 8. September 1944 von den Alliierten befreit, Wittringen Anfang Dezember. Die Maschinen waren vorher abgebaut worden, um nach Lehesten und eine neue unterirdische Anlage im Mittelwerk verlegt zu werden. Am Ende des Einsatzes Anfang März 1945 wurden die A4 Einheiten aus Oberraderach, Lehesten und Redl-Zipf mit flüssigem Sauerstoff versorgt.

## Opfer

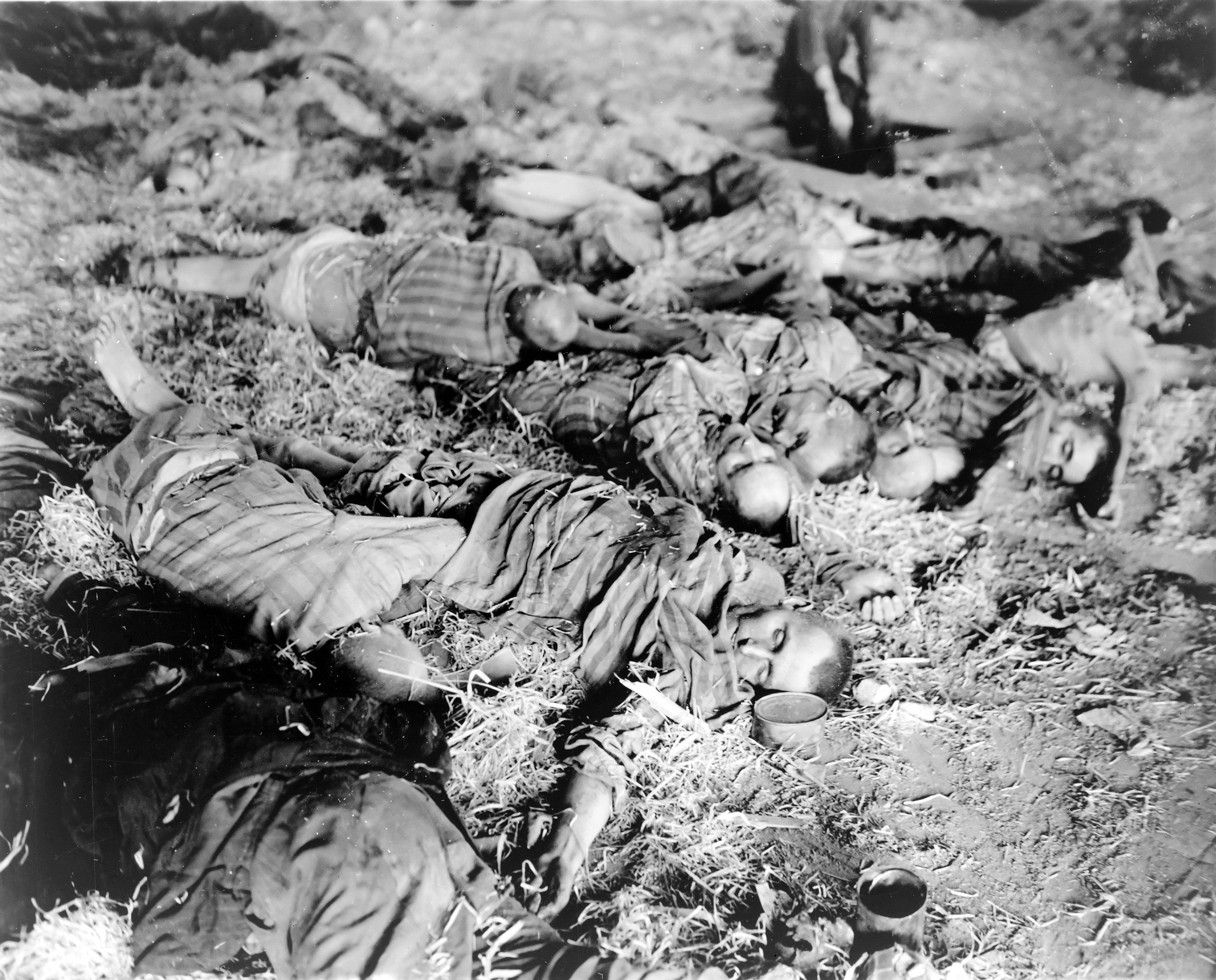
Leichen von KZ-Häftlingen am Boden, Baracke Dora-Mittelbau, 11. April 1945

Insgesamt wurden 60.000 Häftlinge in den KZ-Komplex Mittelbau-Dora (inkl. Außenlager) verschleppt und fast 90 Prozent von diesen als Berg- und Bauarbeiter ausgebeutet. 16.000 bis 20.000 KZ-Häftlinge und Zwangsarbeiter, die meisten zwanzig- bis vierzigjährig, starben nach Schätzungen zwischen September 1943 und April 1945 im Lagerkomplex Mittelbau-Dora sowie auf Liquidations- oder sogenannten Evakuierungstransporten. Unter den Opfern befanden sich allerdings auch etwa 1.300 in der Boelcke-Kaserne Zurückgelassene, die größtenteils durch zwei britische Luftangriffe am 3. und 4. April 1945 auf Nordhausen getötet worden waren. Etwa 8.000 Menschen verloren ihr Leben durch den Einsatz der Waffe, die meisten im Raum London und Antwerpen (s. u. Einsatz).
Laut Jens-Christian Wagner, Leiter der Gedenkstätte KZ Mittelbau-Dora, sind somit „mehr Häftlinge bei der Produktion der Waffe ums Leben gekommen als [andere Opfer] bei ihrem Einsatz. Das ist ein Unikum; ich glaube, es hat keine andere Waffe gegeben, die schon in der Produktion so viele Menschenleben gefordert hat.“ Wagner lässt dabei jedoch außer Acht, dass nur knapp 4.000 Häftlinge zu den privilegierten gehörten, die qualifizierte Arbeiten in der A4-Fertigung verrichteten. Wie viele Häftlinge starben, die direkt in der A4-Produktion arbeiteten, wurde bislang noch nicht untersucht. Hinzu kommt, dass im Mittelwerk neben der A4-Rakete und anderen Rüstungsgütern auch die Flugbombe Fieseler Fi 103 („V1“) in Serie gefertigt wurde. Durch den Einsatz beider „Vergeltungswaffen“ gab es in England und Belgien über 17.500 Tote und mindestens 47.000 Verletzte. Einziger Ingenieur der V2-Produktion, der je vor Gericht gestellt wurde, war der DEMAG-Geschäftsführer und Generaldirektor der Mittelwerk GmbH Georg Rickhey. 1947 im „Dachauer Dora-Prozess“ angeklagt, wurde er freigesprochen, obwohl im Prozess der mitangeklagte Funktionshäftling Josef Kilian aussagte, dass Rickhey bei einer besonders brutal inszenierten Massenstrangulation von 30 Häftlingen am 21. März 1945 in Mittelbau-Dora anwesend war.
1943 gelang es der Widerstandsgruppe rund um Kaplan Heinrich Maier durch die Verbindungen zum Wiener Stadtkommandanten Heinrich Stümpfl, der wahrscheinlich dem Widerstand zugerechnet werden kann, die exakten Zeichnungen der V2-Rakete dem amerikanischen Office of Strategic Services zukommen zu lassen. Auch wurden Lageskizzen von V-Raketen-Fabrikationsanlagen in Peenemünde an alliierte Generalstäbe übermittelt, um damit alliierten Bombern Luftschläge zu ermöglichen. Die Gruppe wurde nach und nach von der Gestapo erkannt und die meisten Mitglieder hingerichtet.

## Startliste der Versuchsstarts in Peenemünde

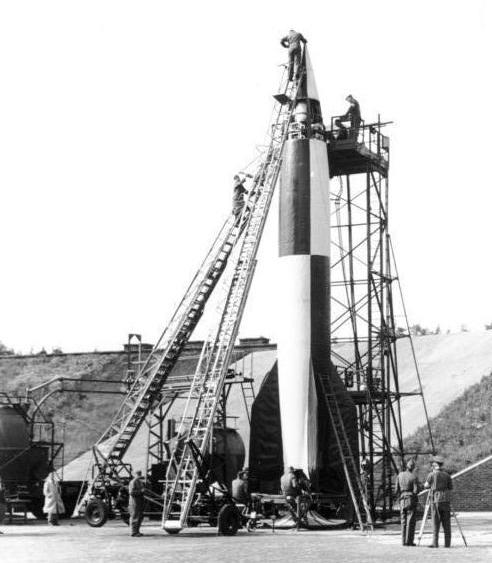
Startvorbereitungen einer A4, März 1942

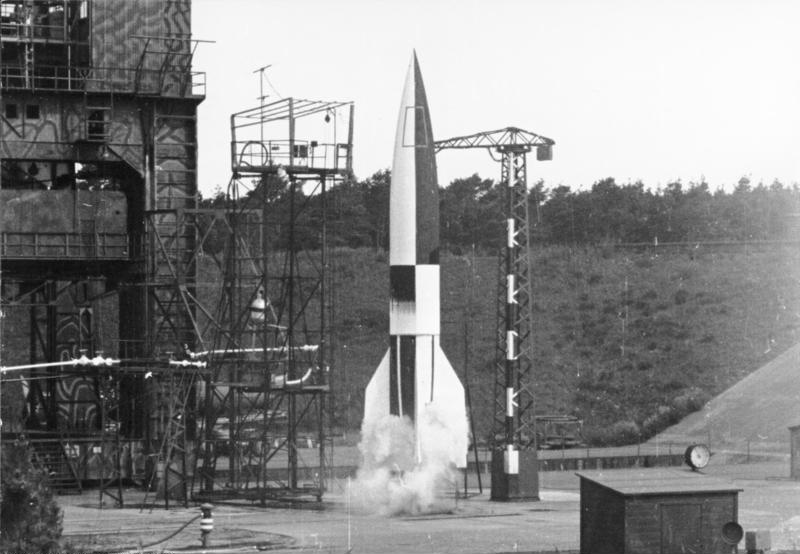
A4 beim Start, Prüfstand VII, 1943

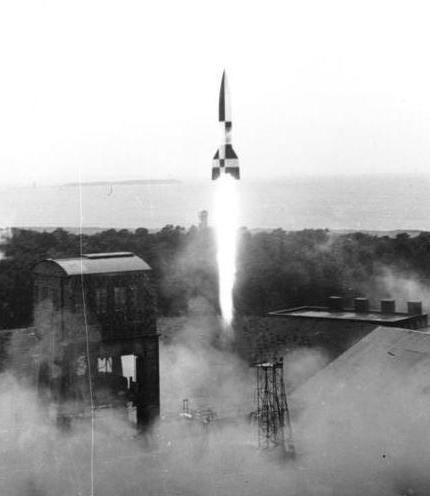
A4-Start, Prüfstand VII, Sommer 1942

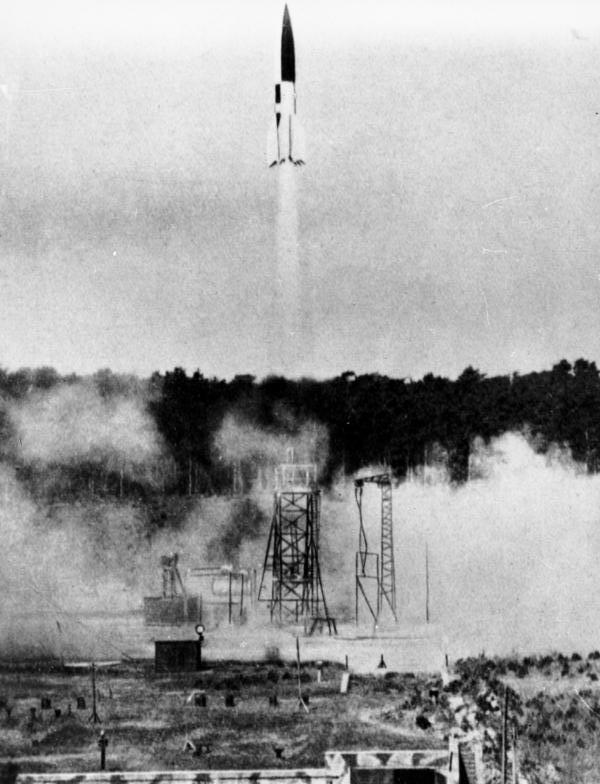
Start einer A4 von Prüfstand VII, Sommer 1943

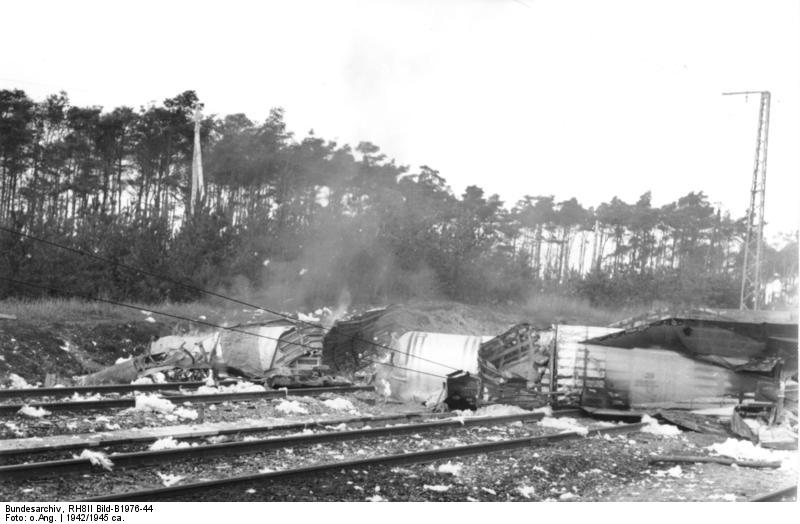
Heeresversuchsanstalt, Rückfaller direkt neben dem FR (E) (Fern-Rakete Eisenbahnzug) auf dem Nebengleis, 1942

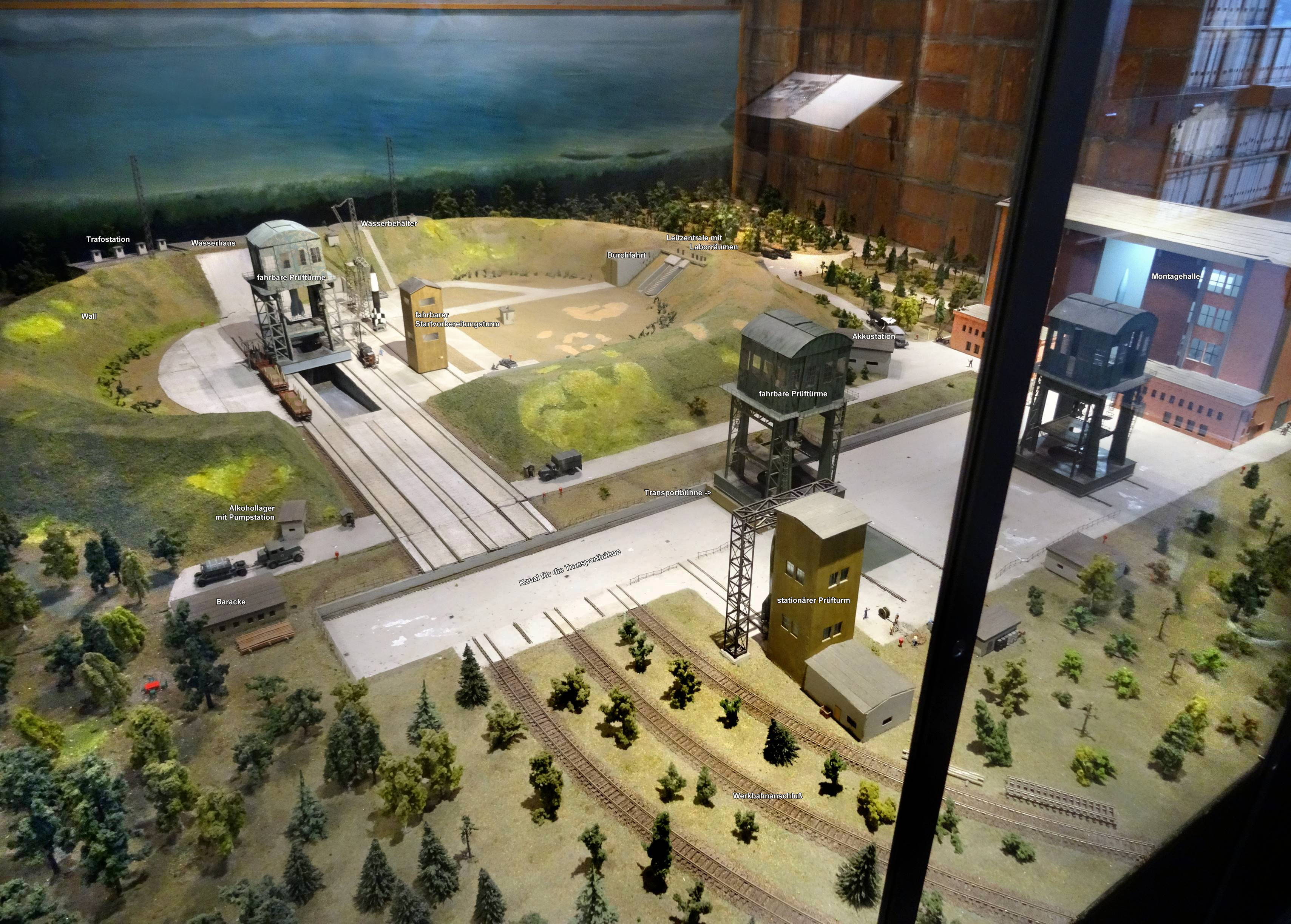
Modell des Prüfstands VII

| Nr. | Datum         | Brennzeit (s) | Reichweite (km) | Bemerkungen |
| --- | ------------- | ------------- | --------------- | --- |
| 1   | 16. März 1942 | –             | –               | Explosion bei Zündung |
| 2   | 13. Juni 1942 | 36            | 1,3             | durchbrach Schallgrenze, stieg etwa 4900 m, bis eine Treibstoffpumpe brach, rollte zudem im Flug, stürzte ab                                                                                                |
| 3   | 16. Aug. 1942 | 45            | 8,7             | erreichte zweifache Schallgeschwindigkeit, Ausfall des Triebwerks nach 45 s, dann Spitze abgebrochen, Flugzeit: 194 Sekunden                                                                                |
| 4   | 3. Okt. 1942  | 58            | 190             | erster erfolgreicher Flug, stürzte nach 296 Sekunden Flug ins Meer, Gipfelhöhe 84,5 km |
| 5   | 21. Okt. 1942 | 84            | 147             | Probleme mit dem Dampfgenerator, Flugzeit: 256 Sekunden |
| 6   | 9. Nov. 1942  | 54            | 14              | vertikaler Aufstieg bis auf 67 km |
| 7   | 28. Nov. 1942 | 37            | 8,6             | taumelte, verlor Flossen |
| 9   | 12. Dez. 1942 | 4             | 0,1             | Explosion |
| 10  | 7. Jan. 1943  | –             | –               | Explosion bei der Zündung |
| 11  | 25. Jan. 1943 | 64,5          | 105             | zu steil, rollte im Flug |
| 12  | 17. Feb. 1943 | 61            | 196             | Aufstieg zu flach |
| 13  | 19. Feb. 1943 | 18            | 4,8             | Feuer im Heck |
| 16  | 3. März 1943  | 33            | 1,0             | vertikaler Aufstieg, Heckexplosion |
| 18  | 18. März 1943 | 60            | 133             | zu steil, Rotation im Flug |
| 19  | 25. März 1943 | 28            | 1,2             | taumelte, explodierte |
| 20  | 14. Apr. 1943 | 66            | 287             | Absturz in Pommern |
| 21  | 22. Apr. 1943 | 59            | 252             | Absturz in Pommern |
| 22  | 14. Mai 1943  | 62            | 250             | Abschaltung versagt |
| 26  | 26. Mai 1943  | 66,5          | 265             | Erfolg, Flugzeit: 349 Sekunden |
| 25  | 26. Mai 1943  | 40            | 27              | Brennschluss nach 40 Sekunden |
| 24  | 27. Mai 1943  | 55            | 138             | – |
| 23  | 1. Juni 1943  | 62            | 235             | vorzeitiger Brennschluss |
| 29  | 11. Juni 1943 | 63,5          | 238             | erfolgreicher Start |
| 31  | 16. Juni 1943 | 60,5          | 221             | vorzeitiger Brennschluss |
| 28  | 22. Juni 1943 | 62,5          | 75              | nach 70 Sekunden explodiert |
| 30  | 24. Juni 1943 | 65,1          | 287             | erster Start vom Prüfstand X, Abschaltung versagt |
| 36  | 26. Juni 1943 | 64,9          | 235             | erfolgreicher Start |
| 38  | 29. Juni 1943 | 15            | 3               | Absturz auf Flugplatz |
| 40  | 29. Juni 1943 | 63,6          | 236             | Einschlag nicht beobachtet |
| 33  | 1. Juli 1943  | –             | –               | Brennschluss nach dem Abheben, Explosion |
| 41  | 9. Juli 1943  | 4             | 0,1             | Absturz auf Pumpenhaus des Prüfstands VII |
| 34  | 9. Juli 1943  | –             | –               | Brennschluss nach dem Abheben, Explosion |
| –   | 12. Aug. 1943 | 64            | ?               | erfolgreicher Start |
| –   | 6. Okt. 1943  | 68            | ?               | erfolgreicher Start mit 272 Sekunden Dauer, erster Start nach dem Luftangriff am 17. August 1943 |
| –   | 21. Okt. 1943 | 63            | ?               | erfolgreicher Start, Flugzeit: 286 Sekunden |
| –   | 4. Dez. 1943  | 63            | ?               | erfolgreicher Start, Flugzeit: 286 Sekunden |
| –   | 10. Dez. 1943 | 69            | ?               | erfolgreicher Start, Flugzeit: 247 Sekunden |
| –   | 21. Dez. 1943 | 33            | ?               | nur Teilerfolg, vorzeitiger Ausfall des Triebwerks, Flugzeit: 104 Sekunden |
| –   | 7. Jan. 1944  | 43            | ?               | explodierte 43 Sekunden nach dem Start |
| –   | 27. Jan. 1944 | ?             | ?               | erster Testflug einer im Mittelwerk gefertigten Rakete, Fehlschlag |
| –   | 2. März 1944  | ?             | ?               | explodierte |
| –   | 11. März 1944 | 59            | ?               | erfolgreicher Start, Flugzeit: 282 Sekunden |
| –   | 5. Apr. 1944  | ?             | ?               | explodierte |
| 89  | 13. Juni 1944 | 62,8          | 300             | Versuch mit Knüppelsteuerung für die Flakrakete C2 „Wasserfall“; Absturz in Schweden (Luftzerleger) |
| –   | 18. Juni 1944 | 64,5          | 8               | Senkrechtschuss von der Oie; als „MW 18012“ mit der bisherigen Rekordhöhe von ca. 127 km und damit die erste Rakete, die die Kármán-Linie, die international festgelegte Grenze des Weltraums, überschritt. |
| –   | 20. Juni 1944 | 67,5          | 89              | Senkrechtschuss von der Oie; als MW 18014 wird sie mit der Peenemünder Rekordhöhe von 174,6 km oft fälschlicherweise als erste Rakete bezeichnet, die die Kármán-Linie überschritt.                         |

Anmerkung:
1. ↑  Sofern nicht anders angegeben, erfolgte der Start vom Prüfstand VII.

Für den Zeitraum zwischen Juli 1943 und Februar 1945 liegen keine vollständigen Startlisten vor. Bei einem Versuchsstart am 13. Juni 1944 zur Erprobung von Komponenten der Flugabwehrrakete Wasserfall stürzte eine von Peenemünde aus gestartete A4-Rakete in Südschweden ab.

## Einsatz

Schäden durch V2-Angriff, Camberwell Road, London, ca. 1944

Bereits ab Ende 1939 ging es schon dem Entwurf nach in der Sache um eine Kriegsrakete für den Angriff. Hitler drohte Großbritannien deutlich im September 1940: „Wenn sie erklären, sie werden unsere Städte in großem Maße angreifen – wir werden ihre Städte ausradieren!“ Walter Dornberger warb im Juli 1941 für das neue Waffensystem, indem er auf die „nicht mehr vorhandene Luftüberlegenheit“ und damit auf die verlorene Luftschlacht um England hinwies. Hitler, der die „Fernrakete“ als einzige verbliebene Möglichkeit für den direkten Angriff auf England sah, genehmigte im August 1941 die Entwicklung des A4 bis zur Einsatzreife, allerdings ohne entsprechende Dringlichkeitsstufe. Ende März 1942 präzisierte Dornberger die Planung dahingehend, dass „bei Tag und Nacht in unregelmäßigen Abständen, unabhängig von der Wetterlage, sich lohnende Ziele wie London, Industriegebiete, Hafenstädte, pp. unter Feuer genommen werden“. Im September wurde das Projekt in die Dringlichkeitsstufe SS eingruppiert und im Juni 1943 noch einmal höher eingestuft. Die anfängliche Planung sah einen Verschuss aus festen, verbunkerten Anlagen heraus vor. Dies wurde wegen der fortgesetzten Gebietsverluste des Deutschen Reiches jedoch nie umgesetzt. Es blieb beim Einsatz von mobilen Startrampen aus.
Die NS-Führung kündigte ab 1943 den Einsatz neuartiger „Wunderwaffen“ für Angriffe auf England an. Diese sollten die militärische Antwort auf die fortlaufenden Luftangriffe gegen die deutsche Zivilbevölkerung in den Städten sein. Die deutsche Kriegspropaganda förderte die Hoffnung auf die einzigartige Schlagkraft dieser technisch völlig neuartigen Waffe, welche die Wende im Krieg herbeiführen sollte. Es galt Durchhaltewillen und Kampfgeist an der Front zu sichern. Die nach den ersten erfolgreichen Einsätzen ab September 1944 aufkommende Begeisterung für die A4-Rakete verflüchtigte sich jedoch bald wieder, weil die erhoffte militärische Wende nicht eintrat. Noch in seiner letzten Rundfunkrede am 30. Januar 1945 versprach sich Adolf Hitler trotz der katastrophalen Kriegslage immer noch den „Endsieg“ durch den verstärkten Einsatz der „Wunderwaffen“.
Als am 8. September 1944 das erste A4 den Londoner Stadtteil Chiswick und nicht die Innenstadt selbst traf, räumte Dornberger ein, dass es sich beim A4 um eine „unzureichende“ Waffe handele. Trotzdem taufte Propagandaminister Goebbels das A4 sofort in V2 um und propagierte diese als „Vergeltungswaffe“ V2.
Mit Sprengköpfen bestückt und von mobilen Startrampen aus wurden mit ihr vor allem London und später Antwerpen bombardiert; London nach offizieller Verlautbarung als Vergeltung für britische Bombenangriffe. Zwar war die Treffergenauigkeit gering, aber die plötzlichen Einschläge ohne jegliche Vorwarnung übten eine vorher unvorstellbare terrorisierende Wirkung (Demoralisierung) auf die Bevölkerung aus, die völlig anders war als bei der V1, der seit 13. Juni 1944 verschossenen Flugbombe. Während man bei Angriffen der V1 noch Fliegeralarm auslösen konnte, war dies durch die Überschallgeschwindigkeit der V2 unmöglich, da der Start und der ballistische Flug mit der damaligen Radartechnik nicht erfasst werden konnte und der Überschallknall erst nach der plötzlichen Explosion zu hören war.
Im Double-Cross-System versuchte die britische Abwehr mit Doppelagenten, den vermeintlichen Einschlag weiter nach Nordwesten zu verlegen oder Einschlagszeitpunkte zu vertauschen. Mittels der in der Folge veranlassten Reduzierung der Zielentfernung durch die deutschen Abschusskommandos wurde so der Schwerpunkt der V2-Einschläge um ca. 10 km nach Osten in die Vororte Londons verschoben und das Stadtzentrum damit weitgehend verschont.
Insgesamt wurden etwa 3200 A4-Raketen abgefeuert:
- V2-Angriffe auf England
  - London 1358
  - Norwich 43
  - Ipswich 1
- V2-Angriffe auf Frankreich
  - Lille 25
  - Paris 22
  - Tourcoing 19
  - Arras 6
  - Cambrai 4

- V2-Angriffe auf Belgien
  - Antwerpen 1610
  - Lüttich 27
  - Hasselt 13
  - Tournai 9
  - Mons 3
  - Diest 2
- V2-Angriffe auf die Niederlande
  - Maastricht 19
- V2-Angriffe auf Ziele in Deutschland
  - Remagen 11

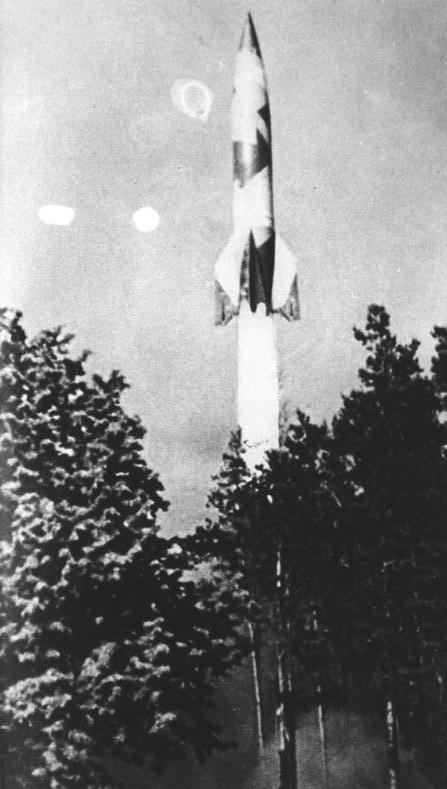
Start einer V2 aus einem Waldstück bei Den Haag

Von Den Haag aus wurden 1.039 Raketen gestartet, die vor allem auf London gerichtet waren. Bei einem alliierten Luftangriff auf die Startrampen am 3. März 1945 kamen 510 Menschen ums Leben.

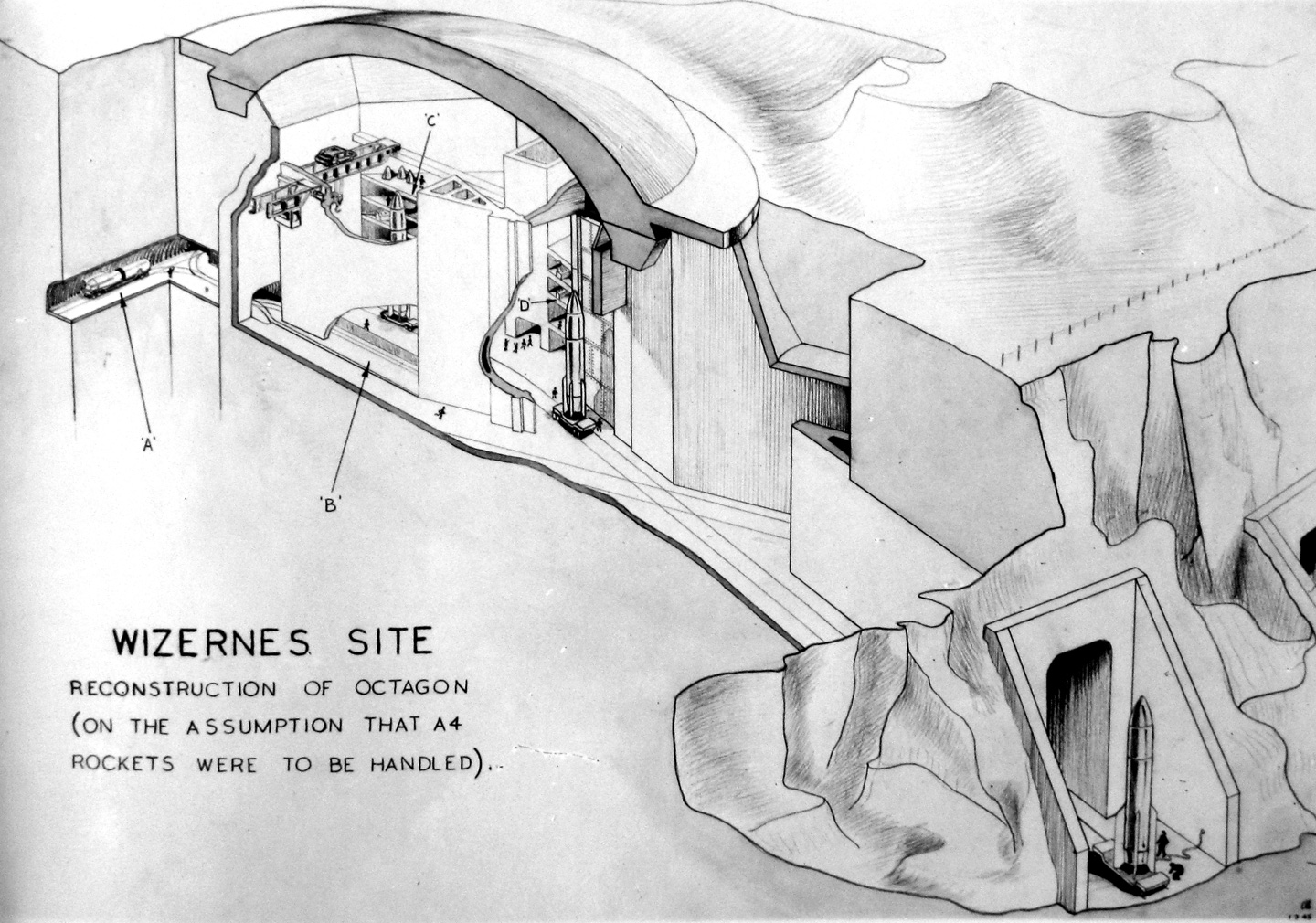
Rekonstruktion eines A4-Raketenbunkers, Nord-Frankreich, September 1944

In Frankreich waren mehrere große Bunker zum Start des A4 im Bau oder geplant, deren Fertigstellung als Folge von Bombenangriffen und der Invasion der Alliierten nicht gelang. Die bekanntesten sind das Blockhaus von Éperlecques, der Kuppelbau von Helfaut-Wizernes und die Anlagen im Raum Cherbourg.
Rückblickend ist der Einsatz der V2 vorrangig als Terror gegenüber der Zivilbevölkerung des Gegners zu werten, vergleichbar mit den Flächenbombardements der Alliierten auf deutsche Städte. Militärisch-taktischer Absicht geschuldet waren die elf Beschüsse auf die von den Alliierten eroberte Ludendorff-Brücke über den Rhein zwischen Remagen und Erpel zwecks Verhinderung des weiteren Eindringens sowie 1610 Angriffe auf den Seehafen von Antwerpen wegen seiner Bedeutung für die Versorgung des gegnerischen Militärs. Die Einschläge der V2-Raketen konnten hier zumindest für einige Wochen den Truppentransport der Alliierten ganz erheblich behindern. Am meisten hatte aber auch hier die Zivilbevölkerung zu leiden. Die letzte Rakete im Kampfeinsatz wurde am 27. März 1945 von deutscher Seite gegen Antwerpen gestartet.
Danach wurden nach und nach nahezu alle A4-Batterien aufgelöst. Trotzdem wurden noch Vorbereitungen für das VIII. Sonderschießen getroffen. Dazu war die ehemalige „Lehr- und Versuchsbatterie 444“, jetzt umbenannt in „Lehr- und Versuchsabteilung z. V.“, bereits am 28. Januar 1945 aus dem Einsatz in Holland zurückgezogen und zur Ruhe und Auffrischung nach Buddenhagen (Wolgast) befohlen worden. Von hier aus verlegte man diese Abteilung zusammen mit der „Gruppe Erprobung“ bzw. dem „Entwicklungskommando Rethem“ über Rethem (Aller) in den Raum Kirchlinteln (Kreis Verden (Aller)). Ziel des Sonderschießens war die „Schwerpunkterhöhung der Treffgenauigkeit und Einschlagprozente“. Die Zielpunkte lagen im Wattenmeer östlich der Insel Sylt und zwischen den dänischen Inseln Römö und Fanö.
Im Zeitraum von Mitte März 1945 bis zum 6. April 1945 wurden aus zwei Startstellungen etwa zehn Versuchsraketen abgefeuert. Dabei kam auch die Steuerung mit Hilfe der Leitstrahllenkung zum Einsatz. Nach dem Abzugsbefehl vom 6. April 1945 durch General Hans Kammler verlegte man die „Lehr- und Versuchsabteilung z. V.“ aus dem „Stellungsraum Neddenaverbergen“ (heute Gemeinde Kirchlinteln, Kreis Verden/Aller) über den Kreis Herzogtum Lauenburg nach Welmbüttel im Kreis Dithmarschen in Schleswig-Holstein, etwa 10 km östlich von Heide gelegen. Hier wurden die mitgebrachten Fahrzeuge und Sondergerätschaften und vermutlich auch einige Raketen, die durch eine nicht weiter bekannte Nachschubeinheit angeliefert worden waren, in einem Moor versenkt bzw. gesprengt. Am 1. Mai 1945 wurden noch 20 bis 30 Soldaten zu einem Flakregiment in den Raum Bargteheide/Trittau abgestellt. Ab dem 3. Mai 1945 wurde die letzte noch existierende und voll ausgerüstete A4-Abteilung aufgelöst, indem die noch verbliebenen Soldaten durch die Vorgesetzten offiziell entlassen wurden.
Der Einsatz des A4 als Terrorinstrument führte in London zu Diskussionen, diesen mit chemischen Waffen zu vergelten.
Insgesamt forderte der Einsatz der A4-Raketen mehr als 8000 Menschenleben, hauptsächlich Zivilisten. Die größte Zahl an Opfern auf einen Schlag war am 16. Dezember 1944 in Antwerpen zu beklagen, als eine A4 das vollbesetzte Kino „Rex“ traf und 567 Menschen tötete.

## Deutsche Weiterentwicklungen
Am 24. Januar 1945 wurde in Peenemünde eine geflügelte Version der A4-Rakete, die A4b, erstmals erfolgreich gestartet. Sie sollte die doppelte Reichweite des A4 erreichen, stürzte allerdings wegen eines Flügelbruchs vorzeitig ab. Zu weiteren Starts dieses Flugkörpers kam es aufgrund der Kriegslage nicht mehr.
Von 1943 bis zum Kriegsende 1945 beschäftigte man sich in Peenemünde mit der Entwicklung einer Interkontinentalrakete. Diese war als zweistufige Fernrakete ausgelegt und trug die Bezeichnung A9/10. Sie war in Umfang und Höhe etwa doppelt so groß wie das A4. Das A9/10 bestand aus zwei unabhängigen Raketen, dem A10 und dem A9, die bis zum Abtrennen der ausgebrannten Startrakete A10 unter einer gemeinsamen Hülle miteinander verbunden blieben. Nach dem Ausbrennen des A10 sollte der Weiterflug vom A9 übernommen werden, die in etwa den Plänen des späteren A4b entsprach. Die projektierte Reichweite dieser sogenannten „Amerikarakete“, deren erklärtes Ziel es war, New York anzugreifen, betrug 5.500 km. Der Prüfstand VII der Heeresversuchsanstalt Peenemünde war schon beim Bau 1938 für die A9-/A10-Rakete dimensioniert. Das A9/10-Projekt kam jedoch über das Planungsstadium nicht hinaus und wurde nie gebaut.
Der ehemalige Reichsminister für Rüstung und Kriegsproduktion Albert Speer schrieb später zur Bewertung des A4-Projektes: „Unser aufwendigstes Projekt war zugleich unser sinnlosestes. Unser Stolz und zeitweilig mein favorisiertes Rüstungsziel erwies sich als einzige Fehlinvestition.“ Die Kosten für das gesamte V2-Programm werden auf rund zwei Milliarden Reichsmark geschätzt.

## Nach dem Krieg
Die Weiterentwicklung der Raketentechnik durch die Supermächte USA und UdSSR nach dem Zweiten Weltkrieg mit einer Verlängerung der Reichweite und Erhöhung der Nutzlast mit Raketen von Land wie auch von Unterseebooten wurde ein wesentlicher Treiber der zunehmenden Bedrohung durch den Kalten Krieg.

### Starts in Cuxhaven

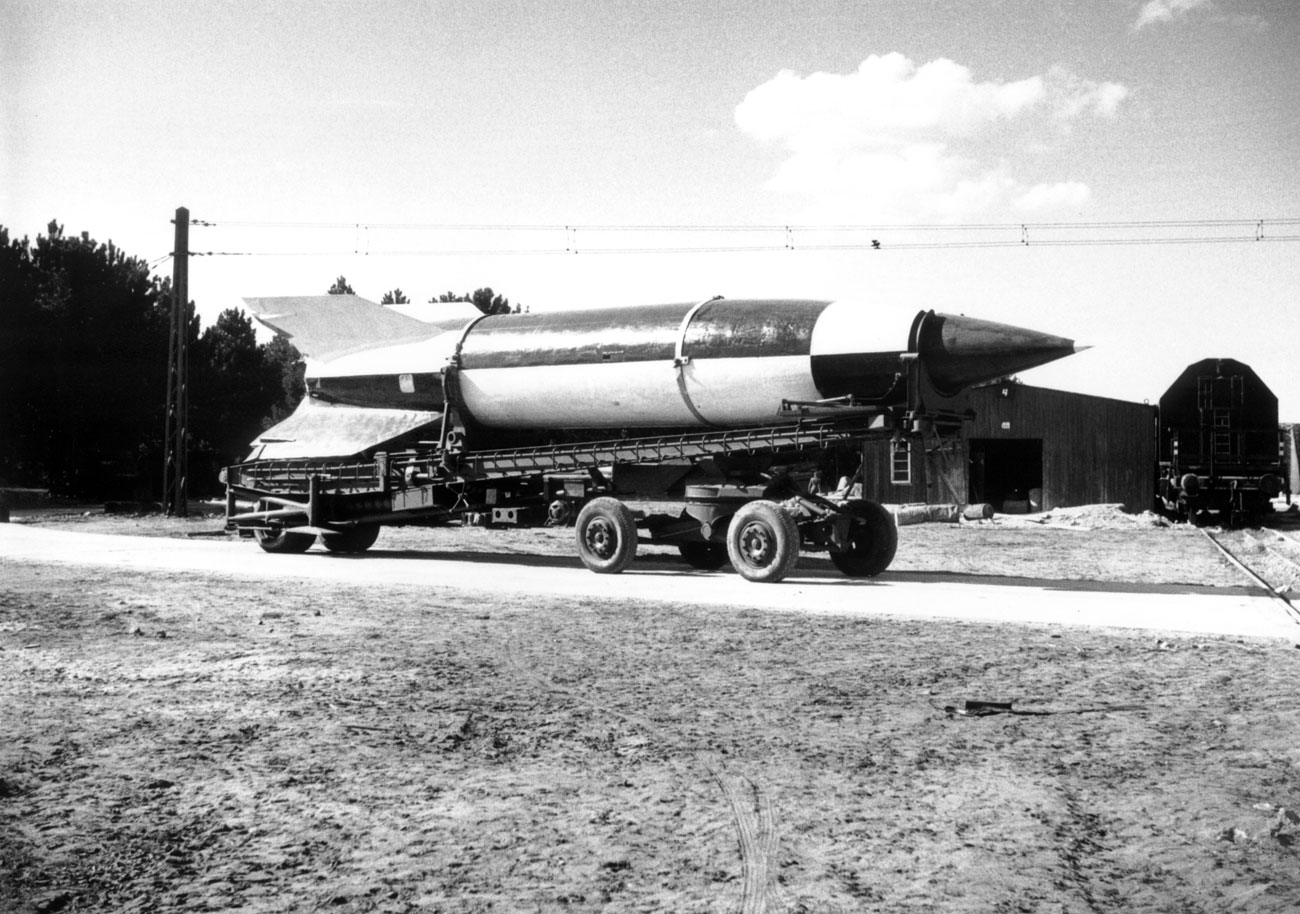
A4 auf dem Meillerwagen, einer mobilen Startrampe, bei der Operation Backfire in der Nähe von Cuxhaven (Herbst 1945)

Die Briten ließen im Oktober 1945 mehrere A4-Raketen durch Kriegsgefangene aus ehemaligen deutschen Starteinheiten in der Nähe von Cuxhaven starten, um Vertretern der alliierten Besatzungsmächte die „Wunderwaffe V2“ beim Start zu demonstrieren (Operation Backfire, → Raketenstarts in Cuxhaven). Hierbei entstand auch ein zunächst geheimer Dokumentarfilm, der heute im Museum Peenemünde zu sehen ist.

### In den USA

#### Erbeutung von A4-Raketen
Den US-Amerikanern waren am 29. März 1945 auf einem überlangen Militärzug im Bahnhof Bromskirchen in Hessen durch überraschenden Zugriff einer Vorhut der 3. US-Panzerdivision der 1. US-Armee zehn komplette A4-Raketen des Artillerieregimentes Heeres Art.Abt.(mot)705, 10.Batterie der Gruppe Süd-Art.Rgt.(mot.)z.V.901 Abt.Ia mit den mobilen Startrampen, Treibstoff und Bedienungsanleitung in die Hände gefallen. Dies wurde in den alliierten Wochenschauen ausführlich thematisiert. Der Zug sollte die Raketen vom Westerwald kommend am 22. März über die Aar-Salzböde-Bahn in neue Stellungen im Raum Schelderwald bzw. in die Nähe von Marburg bringen. Diese zehn A4 wurden mit der Eisenbahn von den US-Amerikanern in den Hafen von Antwerpen transportiert und drei Tage später von dort aus in die USA verschifft. Das war eine der Grundlagen für die Weiterentwicklung in den USA.
Material für mindestens 100 komplette A4 und weitere Komponenten wurden zwischen 22. und 31. Mai 1945, vor dem Einmarsch der Roten Armee, mit neun Zügen (insgesamt 341 Güterwaggons) aus dem Mittelwerk Nordhausen von US-Truppen nach Antwerpen abtransportiert, mit Liberty-Frachtern nach New Orleans verschifft und von dort mit Güterwagen nach White Sand gebracht. Sie standen am Anfang einer ganzen Entwicklungslinie der amerikanischen Raketentechnik und damit zu den Raumfahrtentwicklungen der USA. Ein Exemplar steht im National Air and Space Museum in Washington (D.C.), ein weiteres kam anlässlich von Filmarbeiten Ende der 1950er-Jahre wieder nach Deutschland zurück und befindet sich heute im Deutschen Museum in München.

#### Wernher von Braun im Dienst der USA

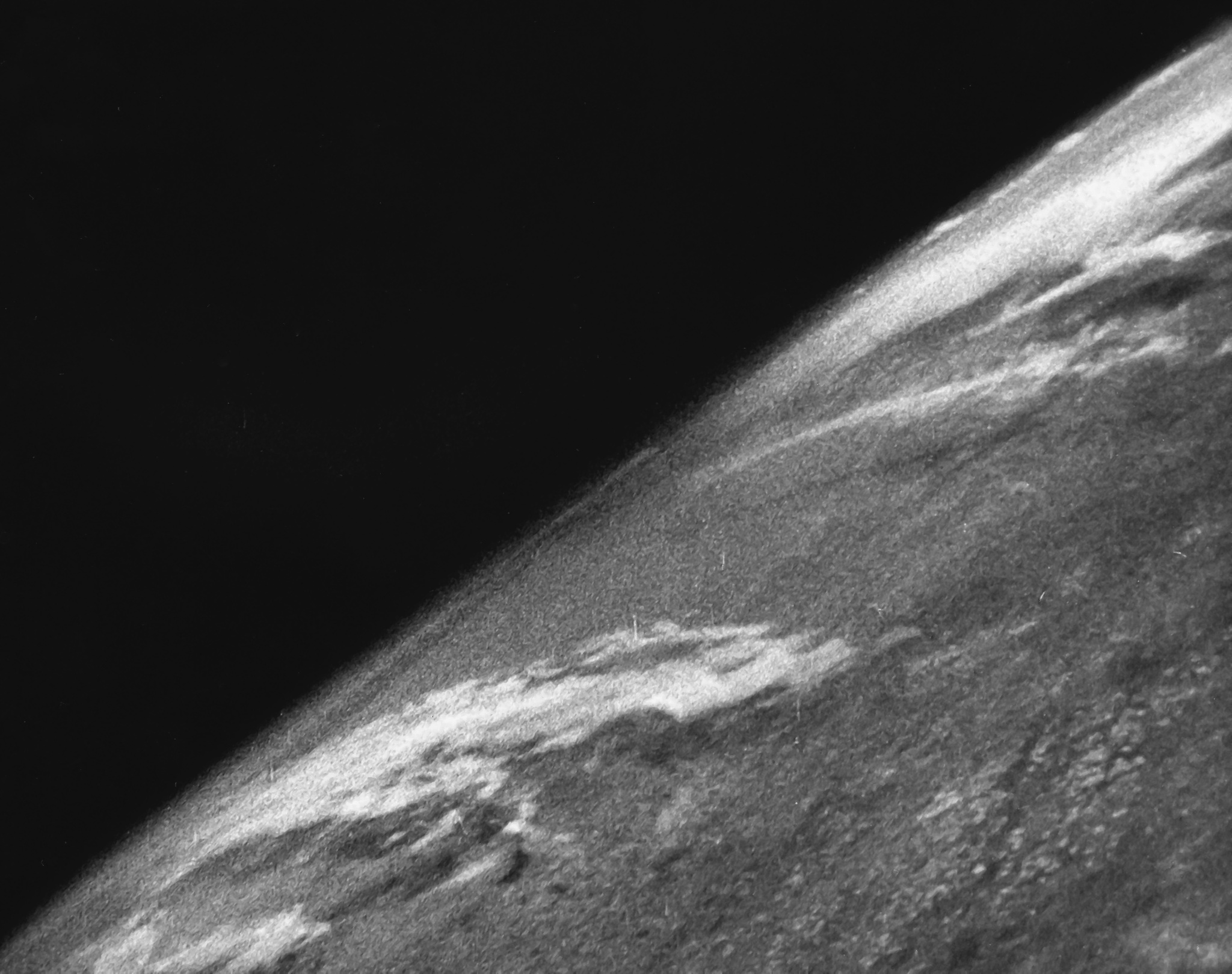
Erstes Foto aus dem Weltraum, aus ca. 105 km Höhe von der in White-Sands gestarteten „V-2 No. 13“ (A4) aufgenommen, 24. Oktober 1946

Am 2. Mai 1945 stellte sich Wernher von Braun den Streitkräften der Vereinigten Staaten und wurde zusammen mit anderen Wissenschaftlern aus seinem Mitarbeiterstab ebenfalls in die USA gebracht (Operation Paperclip).
Schon ab 1946 erfolgten Teststarts mit A4-Raketen, bei welchen die Army den Raum, den der Sprengkopf eingenommen hatte, der Wissenschaft zur Verfügung stellte. So brachte eine Rakete im Juni Messinstrumente, darunter ein Geiger-Müller-Zählrohr zur Messung kosmischer Strahlung, Temperatur- und Druckmessgeräte, einen Spektrographen und Funkausrüstung in 107 Kilometer Höhe.
Am 20. Februar 1947 wurden Roggen- und Baumwollsamen sowie Fruchtfliegen auf 109 Kilometer Höhe transportiert und als erste Organismen überhaupt im All bezeichnet. Im Juni 1949 wurde mit einem weiteren A4 erstmals ein Säugetier, der Rhesusaffe Albert II., auf eine Höhe von ca. 130 km transportiert. Bei der Rückkehr öffnete sich der Fallschirm nicht, so dass der Rhesusaffe starb.
Die Modifizierung des A4 mit einer Corporal-Rakete als zweiter Stufe nannte man Bumper. Am 24. Februar 1949 erreichte die Oberstufe einer Bumper eine Höhe von 393 Kilometern. Mit Bumper-Raketen wurden 1950 die ersten Raketenstarts von Cape Canaveral in Florida durchgeführt.
In Huntsville (Alabama) wurde mit dem Redstone Arsenal ein erstes Zentrum für die Raketenentwicklung gegründet, wo zusammen mit den deutschen Wissenschaftlern insgesamt 67 A4-Raketen gestartet wurden. Sie bildeten den Ausgangspunkt für die ab 1953 geflogene dreistufige Redstone-Rakete mit einem Schub von 347 kN und Brenndauer von 135 s in der ersten Stufe, welche als militärische ballistische Rakete in Dienst gestellt wurde. Diese wurde unter Leitung von Wernher von Braun weiter entwickelt und zuerst 1956 in der Forschungs-Version Jupiter-C geflogen und später als Juno I für den Start des ersten amerikanischen Satelliten Explorer 1 in den Weltraum verwendet. Daraus entstanden durch diverse Weiterentwicklungen Kriegswaffen, letztlich aber auch die Saturn-V-Raketen für die erste Mondlandung mit Apollo 11 im Juli 1969.
Im Rahmen der Operation Sandy gelang am 6. September 1947 mit dem Start eines A4 vom Flugdeck des amerikanischen Flugzeugträgers Midway erstmals der Start einer Langstreckenrakete von einem Schiff aus.

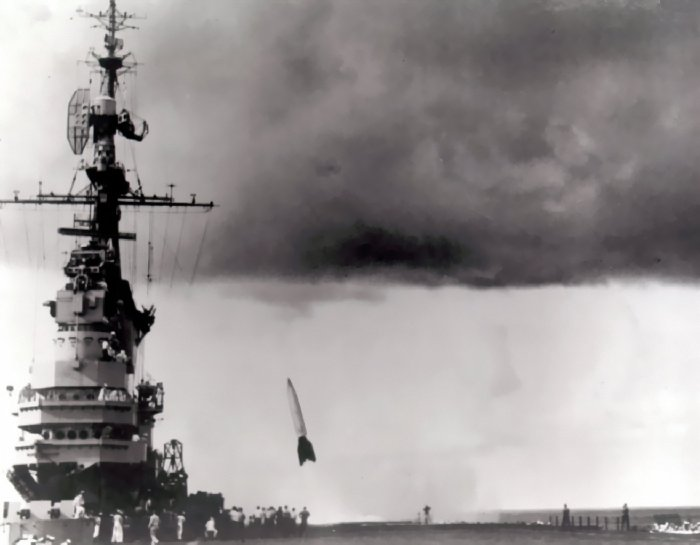
Start einer V2 vom Flugzeugträger Midway, 6. September 1947
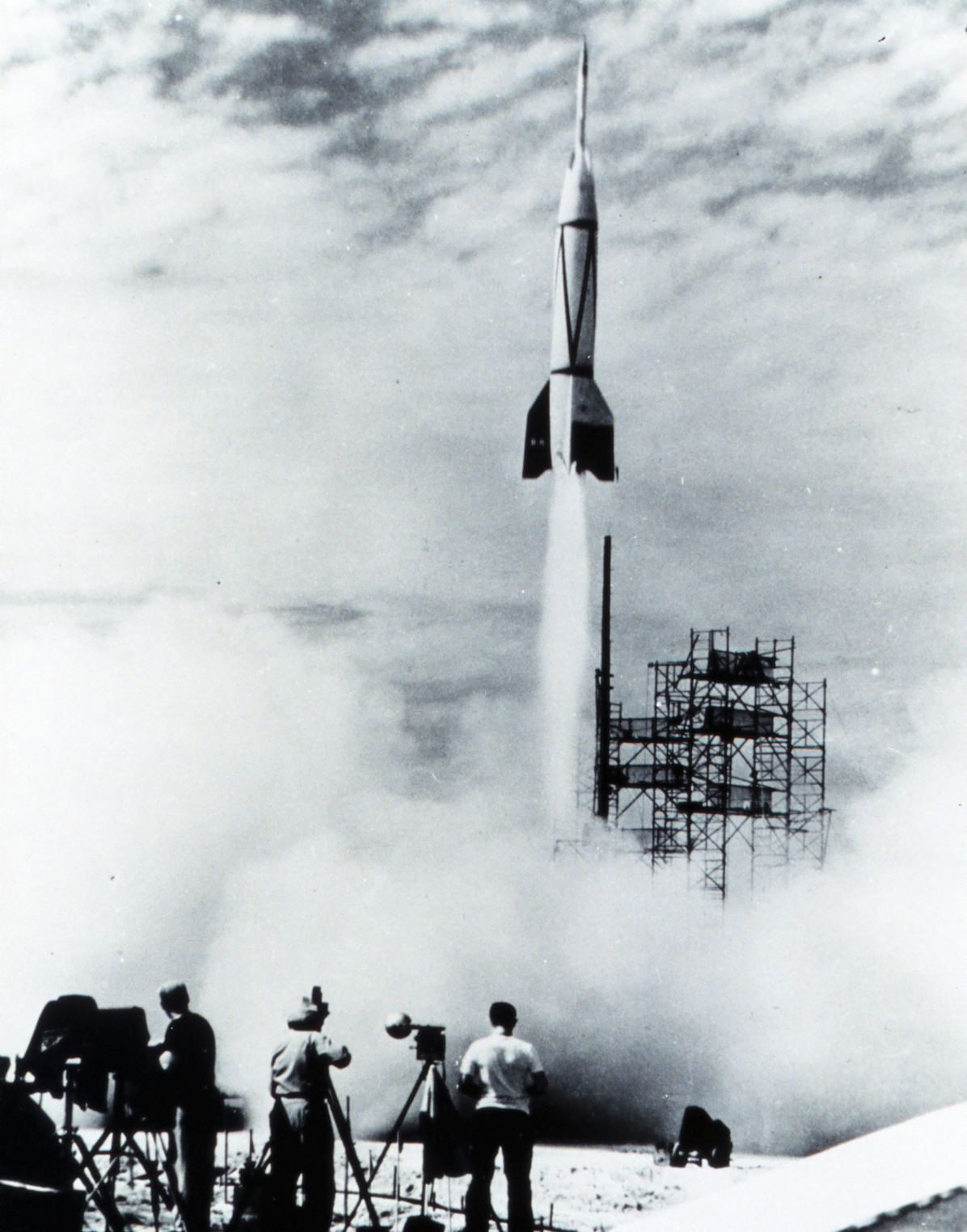
Start eines modifizierten A4 von Cape Canaveral, 24. Juli 1950
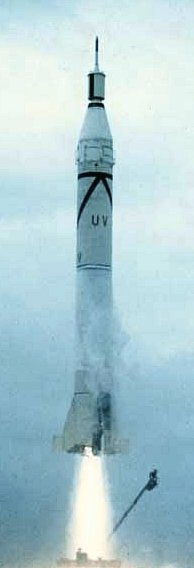
Juno I Rakete (auf Basis der Redstone-Rakete) beim Start des amerikanischen Satelliten Explorer 2 (1958)

### In der Sowjetunion
Bereits im August 1944 fielen der Sowjetunion bei der Eroberung des Testgeländes auf dem SS-Truppenübungsplatz Heidelager bei Dębica im Süden des Generalgouvernements Trümmer zerlegter A4-Raketen und Reste demontierter Abschussanlagen in die Hände und ermöglichten es, erste grundlegende technische Daten des deutschen Raketenprogramms zu sammeln.:33 Bei der Besetzung Peenemündes am 5. Mai 1945 brachte die Rote Armee eine komplette V2 in ihren Besitz.:41 Nachdem die US-amerikanischen Besatzungstruppen Ende Juni 1945 das Gebiet um Nordhausen und damit auch die Anlagen der Mittelwerk GmbH gemäß den Vereinbarungen des Potsdamer Abkommens an die Rote Armee unter der militärischen Führung von Dmitri Ustinow übergeben hatten, gründete die Sowjetunion im Juli 1945 das Institut Rabe (Raketenbau und -entwicklung) in Bleicherode, um unter Leitung von Boris Tschertok die Konstruktionsunterlagen des A4 samt Apparaturen der Bordausrüstung des Lenksystems wiederherzustellen und die komplette Fertigung des A4 in der Sowjetischen Besatzungszone zu ermöglichen. Im September 1945 warben die sowjetischen Stellen Helmut Gröttrup, den für sie wichtigsten Erfahrungsträger aus Peenemünde, als Leiter des Büro Gröttrup an, dem sich bald weitere hochkarätige Forscher anschlossen, die die Komponenten des A4 rekonstruieren konnten, darunter Werner Albring für die Aerodynamik und Kurt Magnus für die Kreiselsteuerung. Im Februar 1946 wurden das Institut Rabe und das Büro Gröttrup zum Institut Nordhausen (auch unter dem Namen Zentralwerke bekannt) unter der Leitung von Generalmajor Lew Gaidukow und dem sowjetischen Raumfahrtpionier Sergei Koroljow als Chefkonstrukteur zusammengeführt. Die deutsche Leitung wurde Helmut Gröttrup als Generaldirektor übertragen. Im September 1946 arbeiteten mehr als 5.000 deutsche Mitarbeiter sowie 700 sowjetische Mitarbeiter daran, die Berechnungen und die Konstruktionsunterlagen des A4 wiederherzustellen und die Produktion des A4 und ihrer Bestandteile inkl. der notwendigen Testverfahren wieder aufzunehmen.:91–102 Walentin Gluschko leitete die Erprobung von A4-Triebwerken in Lehesten im Thüringer Wald und wurde später Chefkonstrukteur der sowjetischen Raketentriebwerke.
Mit der Aktion Ossawakim am 22. Oktober 1946 wurden ca. 160 ausgewählte Wissenschaftler des Institut Nordhausen mit ihren Familien, insgesamt ca. 500 Menschen, zwangsweise in die Sowjetunion zunächst nach Podlipki (ca. 20 km nordwestlich von Moskau) und dann sukzessive auf die Insel Gorodomlija (ca. 380 km nordwestlich von Moskau) gebracht, um mit der neu gegründeten Filiale 1 der Forschungs- und Entwicklungsstätte für Weltraumraketen NII-88 den sowjetischen Nachbau des A4 zu unterstützen und auftretende Probleme zu analysieren. Außerdem wurden alle Fertigungsanlagen in der Sowjetischen Besatzungszone demontiert und in die Sowjetunion verfrachtet.:140–145 Die 5 in Bleicherode komplett zusammengebauten A4 sowie nachgebaute Teile für weitere 6 Raketen wurden zum neu geschaffenen Raketentestgelände Kapustin Jar gebracht und dort getestet. Der erste erfolgreiche Start eines A4 fand am 18. Oktober 1947 statt.
Am 17. Oktober 1948 erfolgte der erste erfolgreiche Start einer komplett in der Sowjetunion gebauten R-1-Rakete als Kopie des A4. Die R-1 musste teilweise geänderte Materialien verwenden, weil nicht alle in der Sowjetunion verfügbar waren, und in Einzelfällen wie Dichtungsmaterialien auf deutsche Originalteile zurückgreifen. Durch andere Verbesserungen, die von den deutschen Wissenschaftlern vorgeschlagen wurden, konnte sie aber eine vergleichbare Reichweite und Nutzlast erzielen.
Das rekonstruierte und verbesserte A4 bildete somit eine wesentliche Grundlage für die Anfänge der sowjetischen Raumfahrttechnologie und Raketenwaffen. Während der Arbeit des deutschen Kollektivs in Gorodomlija wurden bis 1949 weitere entscheidende Verbesserungen zur Erhöhung der Reichweite, der Verbesserung der Treffgenauigkeit und Vereinfachung ausgearbeitet. Dies umfasste u. a. die Verwendung der Tanks als tragender Außenhülle zur Gewichtsreduzierung, die Kegelform der Rakete für eine bessere Flugstabilität in allen Betriebszuständen, die Bündelung von vielen parallelen Triebwerken zu einer Großrakete, die Vektorsteuerung der Triebwerke anstelle der aufwändigen Strahlruder aus Graphit, die Trennung der Nutzlast von der ausgebrannten Trägerrakete sowie Fernlenkverfahren mit Peilstrahlen. Diese Ideen wurden von den sowjetischen Ingenieuren unter Leitung von Sergei Koroljow sukzessive umgesetzt und zur Reife entwickelt. Die westlichen Geheimdienste unterschätzten die sowjetischen Fortschritte trotz eindeutiger Hinweise der Rückkehrer aus Gorodomlija. Es gab Indizien, dass die sowjetischen Wissenschaftler aufgrund „ihrer Liebe zur Raketentechnologie“ und „ihrer Wertschätzung der deutschen Arbeiten“ durchaus in der Lage sein könnten, als erste über Langstreckenraketen zu verfügen.:9
Die am 4. Oktober 1957 verwendete Rakete zum Start des ersten Satelliten Sputnik 1 auf Basis der Interkontinentalrakete R-7 wies deutliche Ähnlichkeiten mit Komponenten des A4 und zu den Ideen des deutschen Kollektivs auf, vor allem zum zuletzt ausgearbeiteten Konzept G-4 bzw. R-14.:7-8 Die R-7 erreichte beim Start einen Schub von 3.900 kN, was ungefähr 4×4=16 gebündelten A4-Triebwerken entsprach. Die heute verwendeten Sojus-Raketen basieren auf der Technologie der R-7 und gelten als sehr zuverlässig.

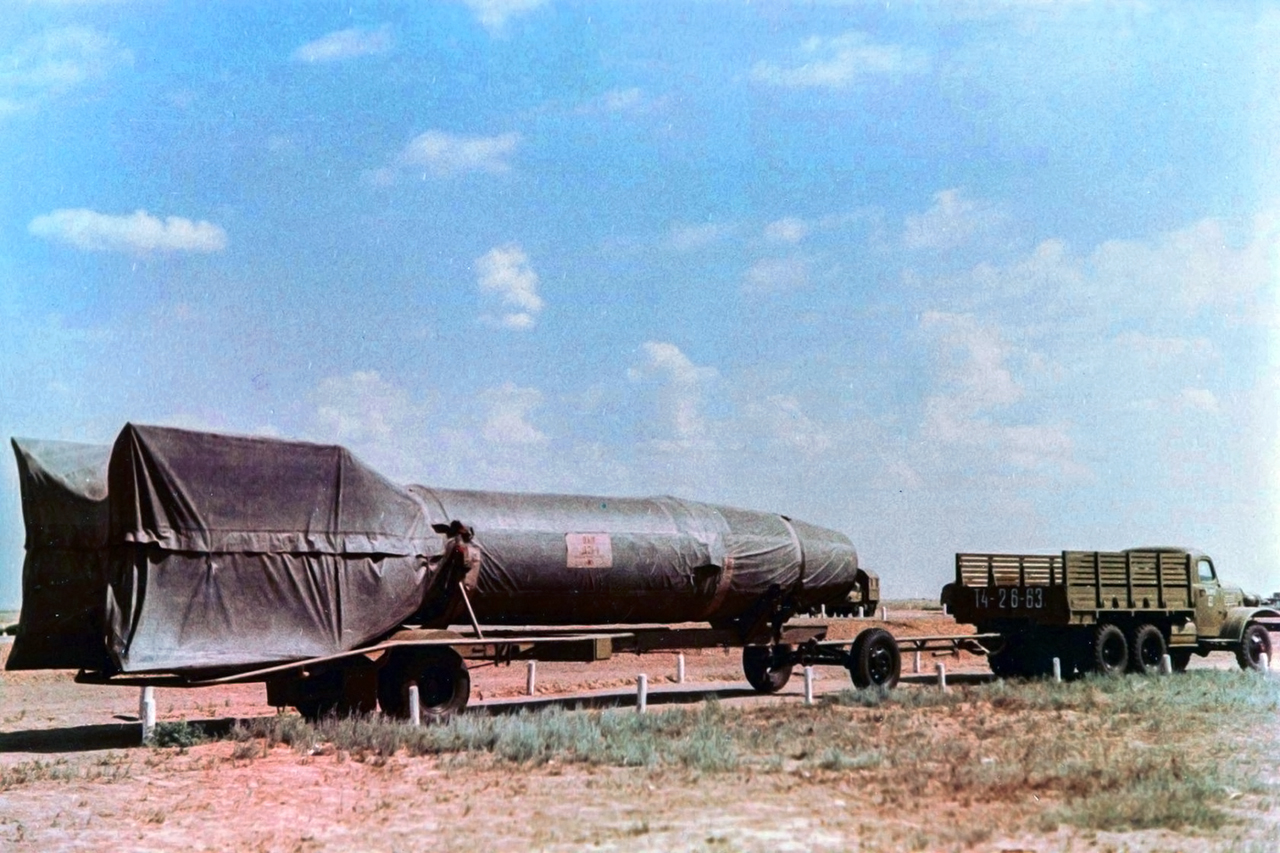
R-1 (Nachbau des A4) auf Vidalwagen in Kapustin Jar
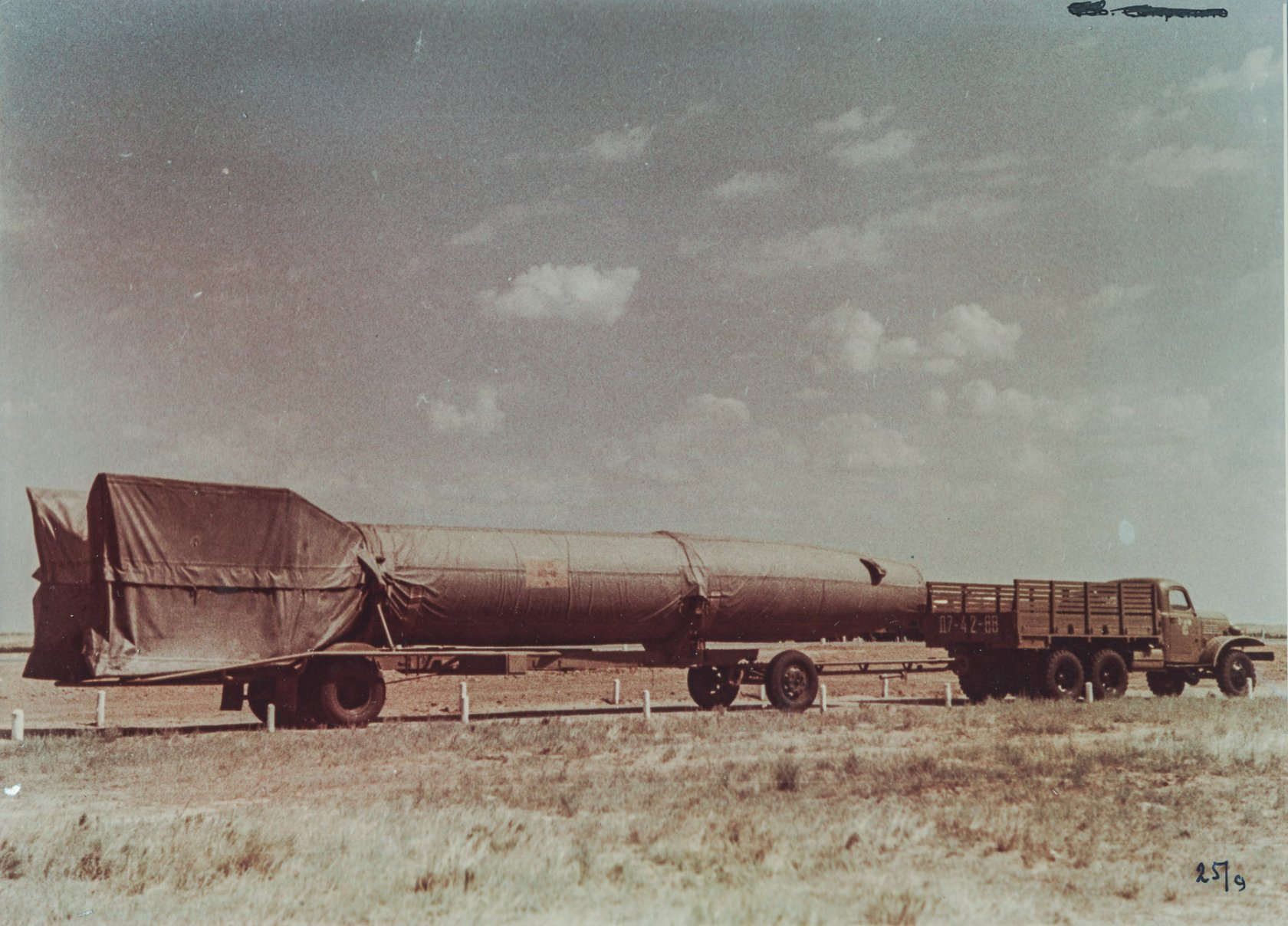
R-2 auf Vidalwagen in Kapustin Jar
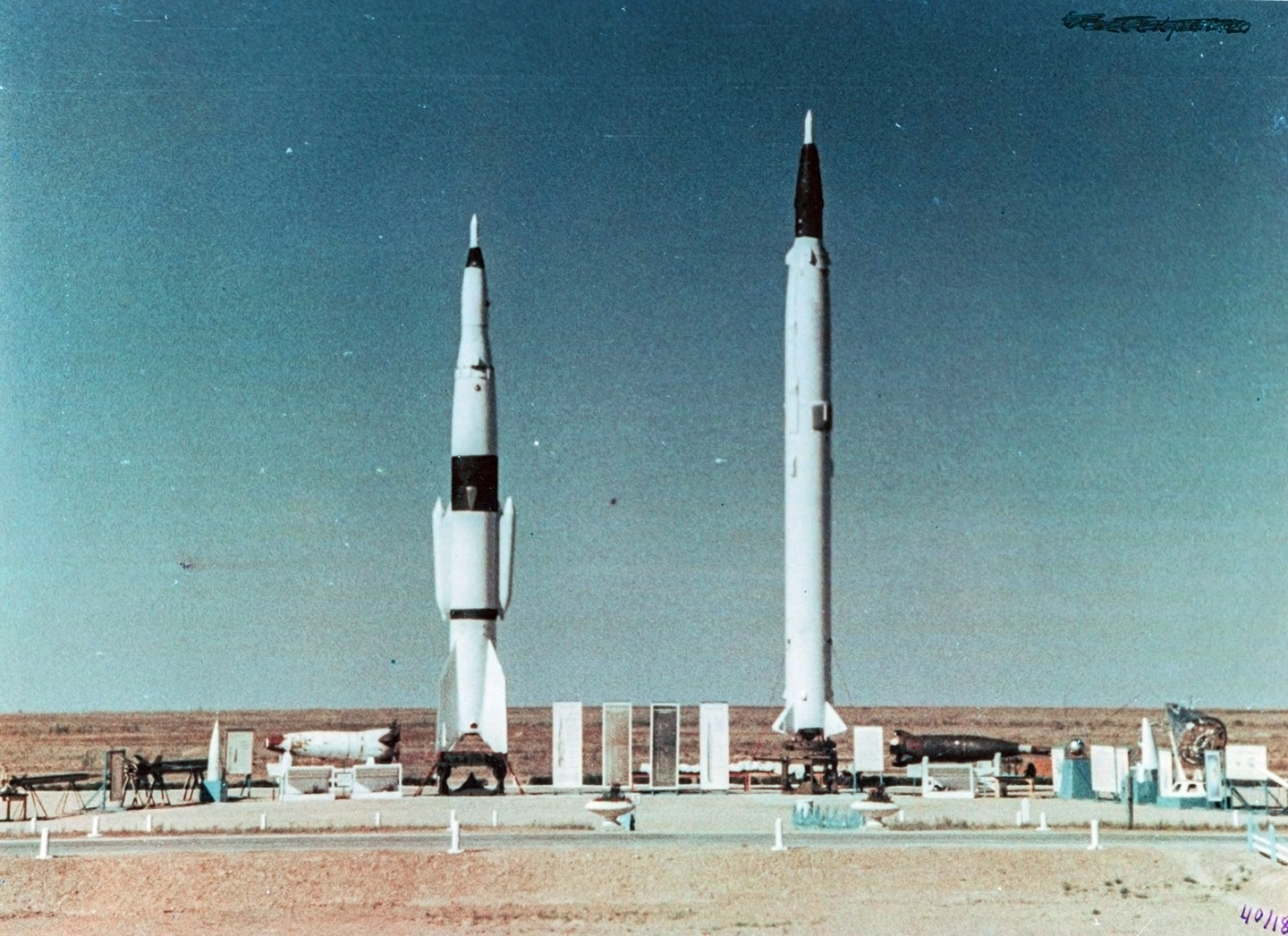
R-2A und R-5A in Kapustin Jar
Schematische Darstellung der Sputnik-Rakete R-7 mit kegelförmigen Raketen
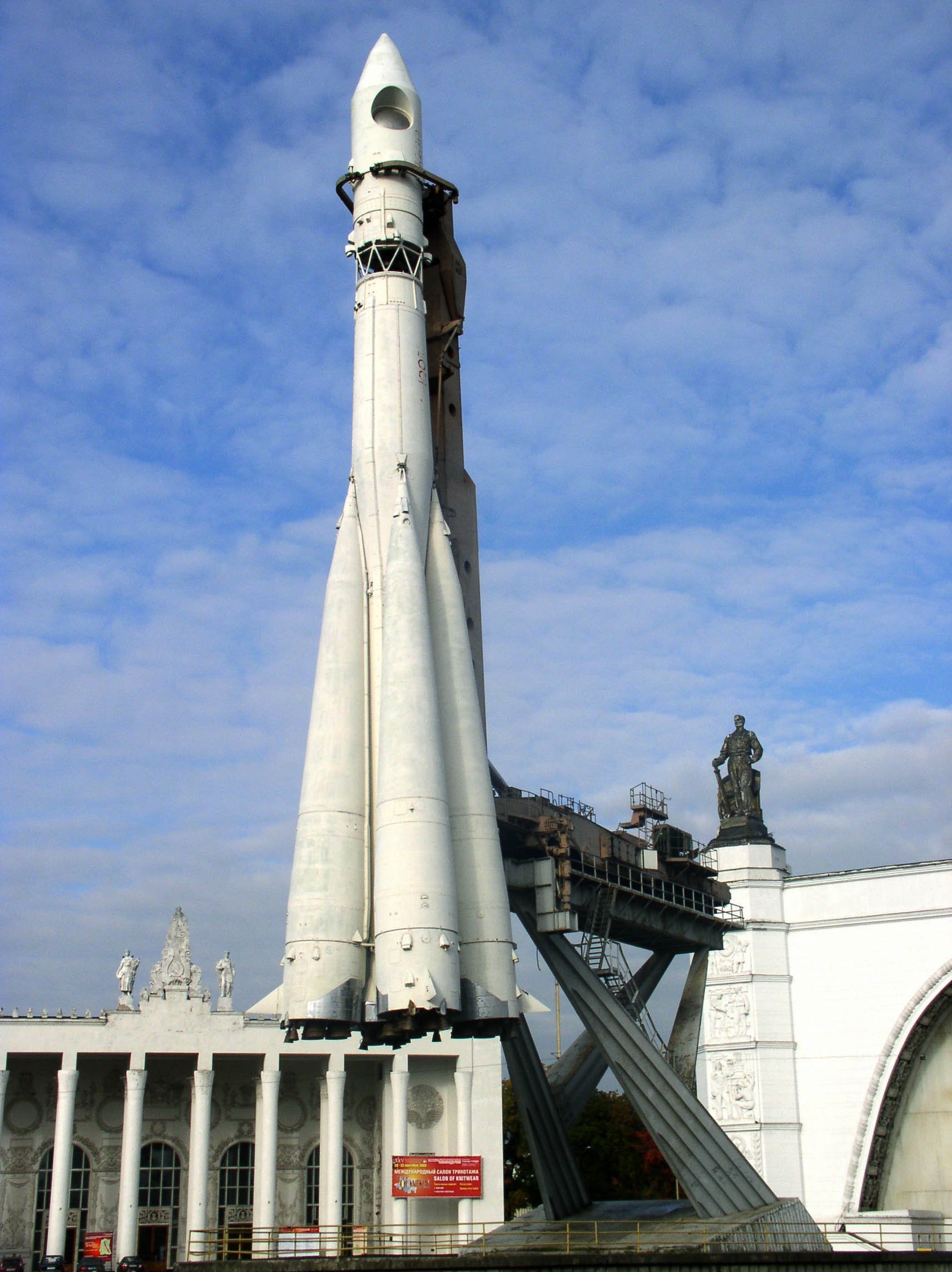
Trägerrakete Wostok auf Basis der Interkontinentalrakete R-7 in Moskau
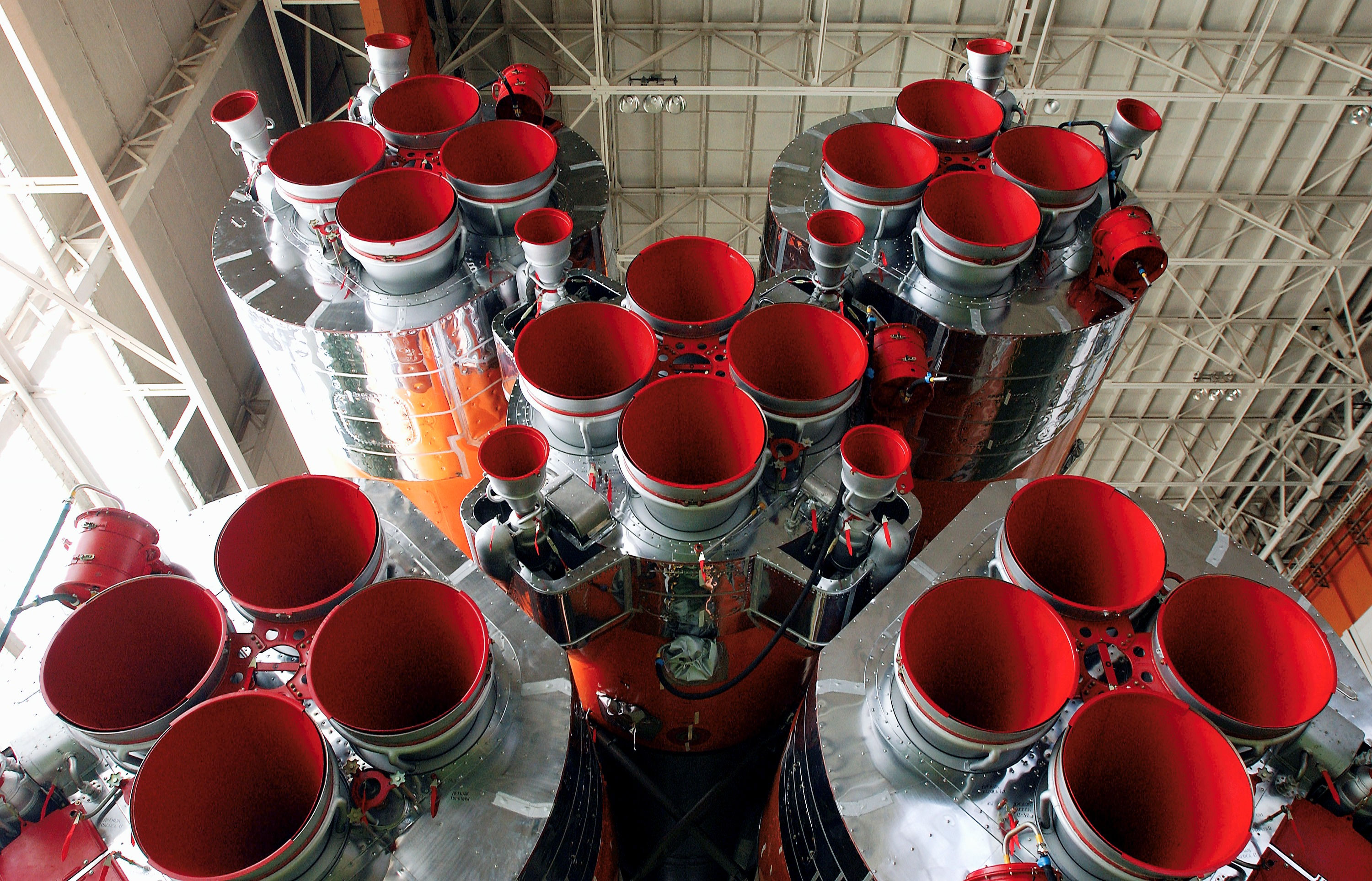
Rakete Sojus FG auf Basis von gebündelten Triebwerken der R-7 (2004)

### In Frankreich

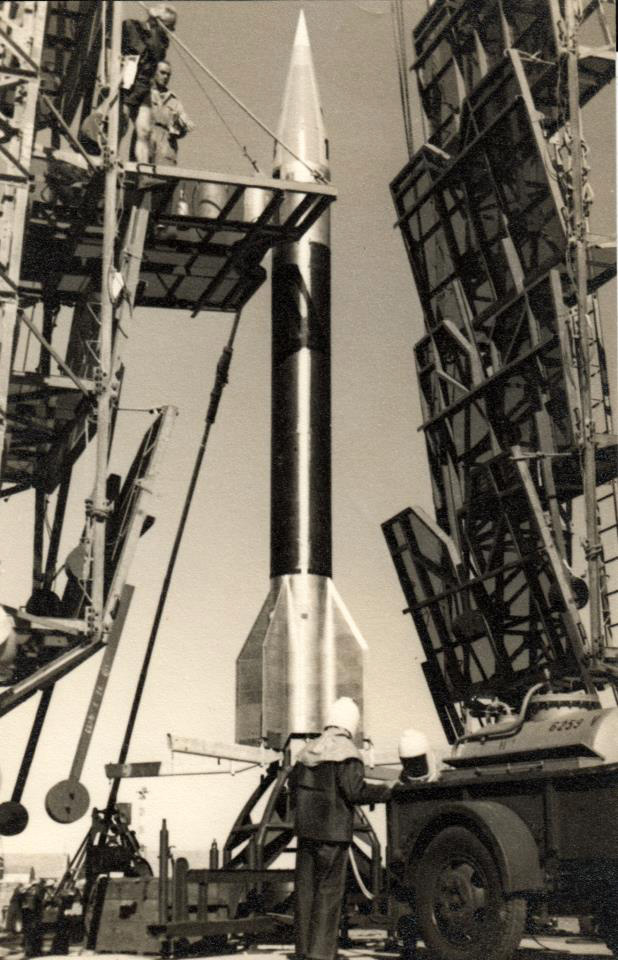
Véronique-Rakete im algerischen Reggane (1962)

Nach dem Ende des Zweiten Weltkriegs versuchte auch der französische Geheimdienst, deutsche Wissenschaftler für eigene Entwicklungen der Raketentechnik anzuwerben, war aber gegenüber den lange geplanten Operationen der amerikanischen und britischen Geheimdienste im Nachteil. Dennoch konnten sie in Bad Kissingen, wo deutsche Wissenschaftler zeitweise interniert waren, und nach Abschluss der Operation Backfire einige Spezialisten abwerben, u. a. Otto Müller für den Raketenantrieb und Rolf Jauernik für die Raketensteuerung. Zunächst arbeiteten die deutschen Spezialisten in Emmendingen in der französisch besetzten Zone, später im Laboratoire de recherches balistiques et aérodynamiques (LRBA) in Vernon in der Normandie. Projekte zum Nachbau des A4 und zur Entwicklung eines A9 wurden abgebrochen. Ab März 1949 entwarf das LRBA eine wesentlich kleinere Höhenforschungsrakete, die Véronique (VERnon-électrONIQUE) mit nur 40 kN Schub als der ersten flugfähigen Flüssigkeitsrakete Frankreichs.

### In Großbritannien
Das Vereinigte Königreich interessierte sich zunächst für die deutschen Raketen, die London bombardiert hatten, und leitete im Sommer 1945 die Operation Backfire in Cuxhaven für eigene technische Analysen. Ende 1946 wurden Bestrebungen der British Interplanetary Society für eine eigenständige Weiterentwicklung des A4 mit dem Projekt Megaroc für den Start einer bemannten Kapsel durch die Regierung wegen fehlenden militärischen Nutzens zurückgewiesen. Ab 1954 gab es eine Zusammenarbeit mit den USA zur Entwicklung der Mittelstreckenrakete Blue Streak, die 1960 aufgrund von Kostenüberschreitungen beendet wurde.

### Sonstige Ereignisse
Die Firma Canadian Arrow projektierte im Rahmen des Ansari X-Prize eine um zwei Meter verlängerte A4-Rakete, die eine Kapsel mit drei Passagieren auf 100 km Höhe bringen und mittels Fallschirmen landen sollte. Sie wurde von der Jury zur schönsten Rakete des Wettbewerbs gewählt.
Ein offizieller Festakt der deutschen Luft- und Raumfahrtindustrie unter der Schirmherrschaft der damaligen Bundesregierung zum 50. Jahrestag des Erstfluges des A4 wurde erst wegen internationaler Proteste kurzfristig abgesagt. Die A4-Großrakete wurde im Ausland stark mit dem KZ Mittelbau-Dora in Bezug gebracht, in dem auch KZ-Häftlinge die Rakete in Serienfertigung bauten.

## Museale Rezeption

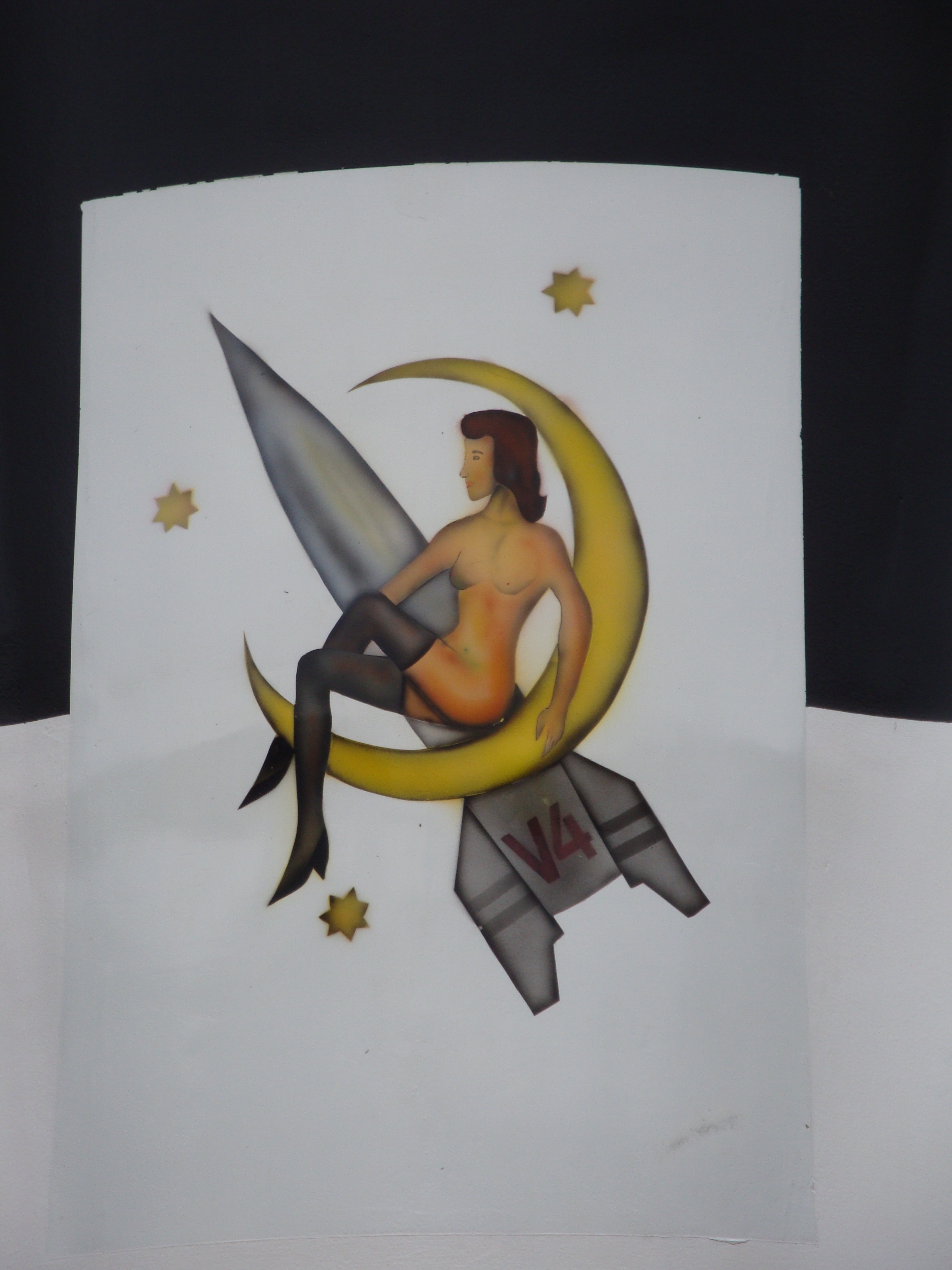
Interpretation der Frau am Mond-Bemalung des Versuchsmusters 4 am A4-Nachbau im HTM Peenemünde

In Deutschland befindet sich nur eine vollständig erhaltene A4-Rakete, die in der Luft- und Raumfahrtabteilung des Deutschen Museums in München ausgestellt wird. Daneben finden sich in der Bundesrepublik noch zwei Nachbauten mit Originalteilen, einmal im Militärhistorischen Museum der Bundeswehr in Dresden und einmal im Historisch-Technischen Museum Peenemünde. Das Heeresgeschichtliche Museum in Wien besitzt in der Dauerausstellung „Republik und Diktatur“ (Saal VII) ein Triebwerk eines A4, das kurz nach dem Kriegsende aus dem Toplitzsee, wo zwischen 1943 und 1945 zahlreiche waffentechnische Versuche durchgeführt worden waren, geborgen wurde. Im Deutschen Museum Flugwerft Schleißheim ist eine A4-Brennkammer, in der Wehrtechnische Studiensammlung Koblenz und im Deutschen Technikmuseum Berlin je ein A4-Triebwerksblock ausgestellt.
Zusammenhänge und Hintergründe sind in der ständigen Ausstellung der KZ-Gedenkstätte Mittelbau-Dora (Nordhausen) dokumentiert, wenn auch hier nicht im Detail auf die A4-Rakete eingegangen wird; Besichtigungen von Teilen der Untertageanlage sind möglich.
Komplette Raketen bzw. Replika in Originalgröße in anderen Ländern werden bspw. im Imperial War Museum in London, im Musée de l’Armée in Paris, im Nationaal Militair Museum der Niederlande in Soesterberg und im National Air and Space Museum in Washington, D.C. ausgestellt.

## Rezeption in Film und Fernsehen
- Wernher von Braun – Ich greife nach den Sternen (Spielfilm, BRD/USA 1960, Regie: J. Lee Thompson)
- Die gefrorenen Blitze (Spielfilm, DDR 1967, Regie: János Veiczi)
- Eine Rakete verschwindet, Episode 2 der Dokumentarreihe Spione, Agenten, Soldaten – Geheime Kommandos im Zweiten Weltkrieg (Hessischer Rundfunk 1969)